# Casa Milà
Vous lisez un « article de qualité » labellisé en 2013.
Pour les articles homonymes, voir Mila et La Pedrera (homonymie).
La Casa Milà (en catalan, « maison Milà » ), surnommée ironiquement « La Pedrera » (en catalan et en espagnol, « la carrière de pierre »), est un édifice de Barcelone, érigé entre 1906 et 1910 par l'architecte catalan Antoni Gaudí.
La Casa Milà, conçue comme un hôtel particulier, est généralement classée comme œuvre monumentale du modernisme catalan de la première décennie du XXe siècle, dont Gaudí était le chef de file. Ce fut l'avant-dernier projet conduit par l'architecte qui utilisa ici ses techniques clefs : l'inspiration naturaliste et l'arc caténaire.
Malgré l'opposition répétée du conseil municipal à l'édification de ce bâtiment en dehors des limites du plan Cerdà et les moqueries des Barcelonais, la Casa Milà fait partie, un siècle après sa construction, des lieux emblématiques de la ville et des dix sites les plus touristiques de Barcelone. Elle figure, depuis 1984, sur la liste du patrimoine mondial de l'UNESCO.

## Histoire

### Le Passeig de Gràcia et le plan Cerdà

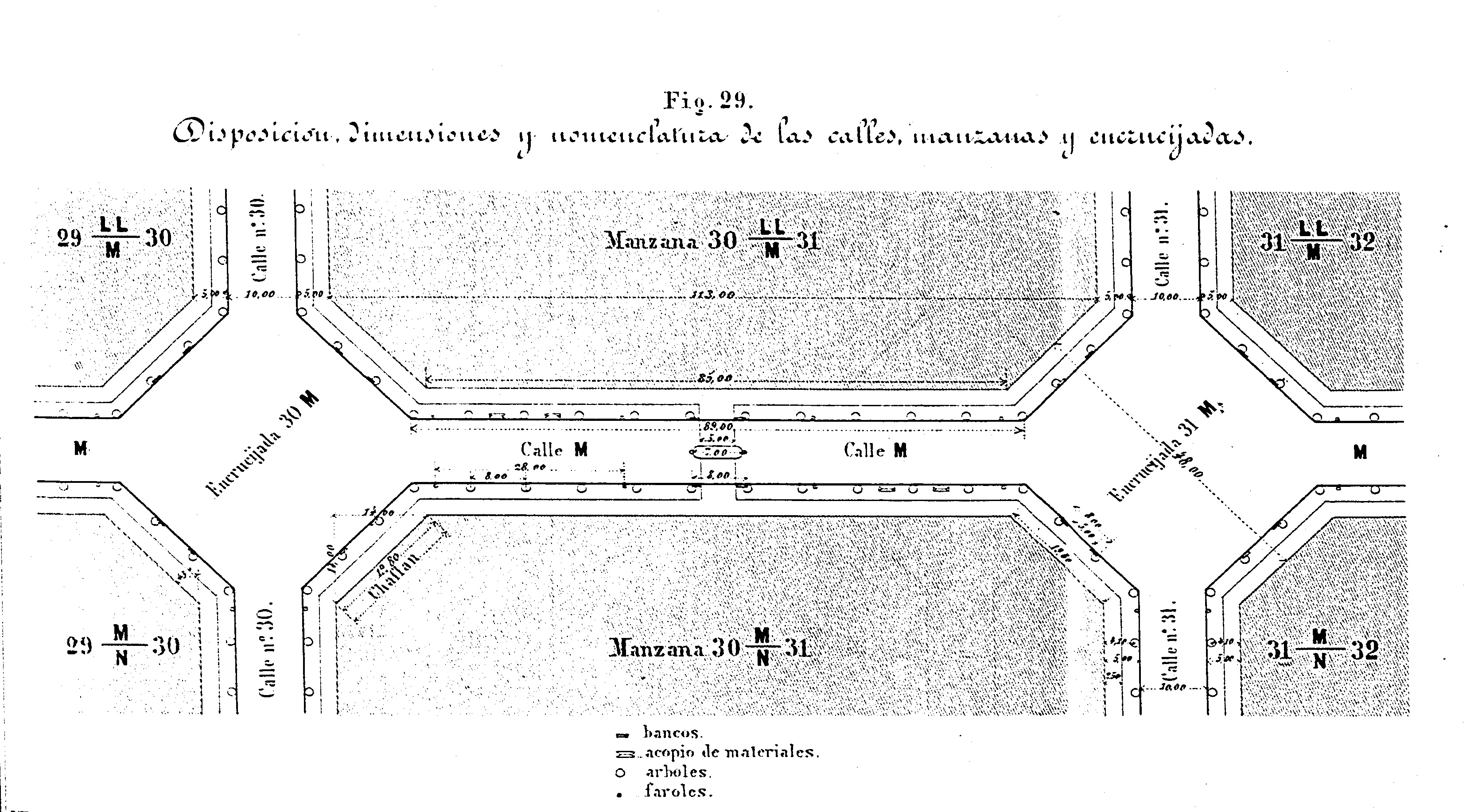
Schéma du fonctionnement des croisements du plan Cerdà.

Avant la construction de la Casa Milà, une maison particulière se trouvait à l'intersection du Passeig de Gràcia avec la rue de Provence à mi-chemin entre les municipalités de Barcelone et de Gràcia, avant l'annexion de ce village à la cité comtale de Barcelone en 1897. La zone du Passeig de Gràcia avait été incorporée dans le plan Cerdà d'extension de la ville, approuvé en 1859. Celui-ci prévoyait d'une part de ne bâtir que deux des quatre côtés des îlots d'habitations et de réserver l'espace intermédiaire à des jardins — point qui fut rapidement abandonné, et d'autre part de chanfreiner les angles de ces îlots afin d'améliorer la visibilité aux intersections.
En ce début de XXe siècle le Passeig de Gràcia était devenu l'une des principales artères de la ville, ainsi que le lieu où la bourgeoisie catalane installait ses résidences, dans un bouillonnement constructif où les meilleurs architectes de Barcelone montraient leur savoir-faire, comme dans l'Illa de la Discòrdia, où l'architecte Antoni Gaudí venait de faire construire la Casa Batlló avec l'aide du constructeur Jaume Bayo i Font ; il avait effectué auparavant sur cette avenue deux autres chantiers pour des bâtiments aujourd'hui disparus : la pharmacie Gibert en 1879 et la décoration du bar Torino en 1902.

### La commande de Pere Milà i Camps
Ce fut dans ce contexte que Gaudí reçut une commande pour un hôtel particulier de la part de Pere Milà i Camps, un entrepreneur prospère, également promoteur immobilier qui avait ses entrées dans le monde politique local. Ce dernier avait épousé Roser Segimon i Artells, une riche veuve qui avait hérité.
Le couple jouissait alors d'une position privilégiée, ce qui peut expliquer qu'ils aient voulu créer une maison à la conception innovatrice et de grand luxe, suivant la mode barcelonaise d'alors. Ils achetèrent la maison de Josep Antoni Ferrer-Vidal i Soler à l'angle du Passeig de Gràcia et de la rue de Provence le 9 juin 1905 puis confièrent le projet à Gaudí, dont la renommée comme architecte était déjà établie. À cette époque, celui-ci travaillait sur plusieurs projets : il avait repris le projet de la Sagrada Família depuis 1884, travaillait sur la maison Bellesguard (1900-1909), le parc Güell (1900-1914), achevait la Casa Batlló (1904-1906) et restaurait la cathédrale de Palma de Majorque (1903-1914).
En outre, Pere Milà connaissait bien Josep Batlló qui était un des sociétaires d'une de ses entreprises textiles. Il sollicita une visite de la Casa Batlló alors qu'elle était en cours d’achèvement et en profita pour rencontrer Gaudí.
Le projet de Milà était de construire un édifice de grandes dimensions, et, suivant la coutume de l'époque, de s'attribuer le premier étage pour sa propre résidence et de destiner le reste à la location. La partie inférieure serait quant à elle réservée à des commerces. Le 2 février 1906, les plans furent présentés au conseil municipal ainsi qu'une demande pour un permis de construire.

### Les problèmes administratifs

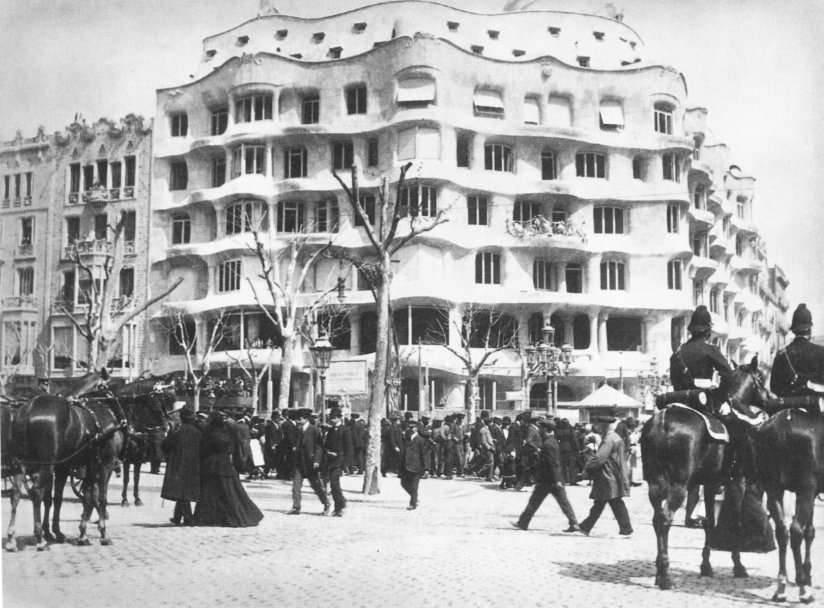
En 1911, les balcons de la Casa Milà n'étaient pas encore installés.

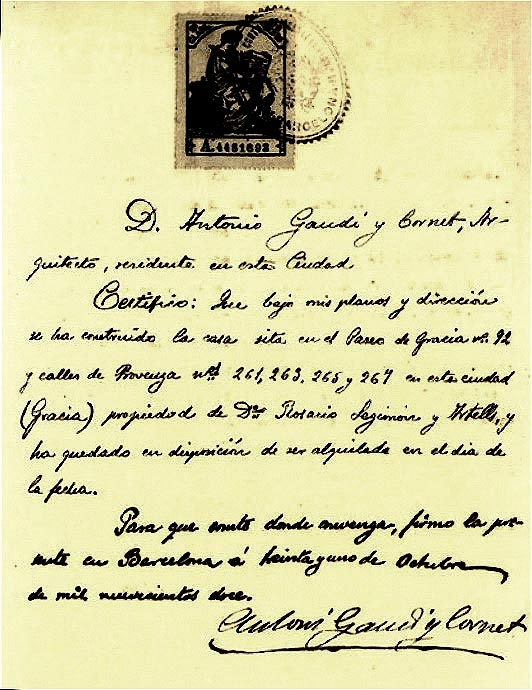
Certificat d'achèvement des travaux rédigé par Gaudí : « D. Antonio Gaudí y Cornet, architecte, résidant dans cette ville, certifie que, selon mes plans et sous ma direction, a été construite la maison située sur le Passeig de Gràcia au no 92 et la rue de Provence aux nos 261, 263, 265 et 267 dans cette ville (Gràcia), qu'elle appartient à Mme Roser Segimon i Artells, et est prête à être louée à ce jour.
Pour valoir ce que de droit, signé à Barcelone le 21 octobre 1912. »

La construction souffrit de divers retards. L'édifice dépassait en hauteur et en largeur ce qui avait été accepté par le conseil, et Milà dut payer une amende. De plus, Gaudí abandonna la direction de l'œuvre en 1909 en raison de divergences avec Milà à propos de la décoration intérieure. La relation entre Gaudí et Milà se refroidit au point que l'architecte et le promoteur durent réclamer en justice leurs honoraires, d'environ 105 000 pesetas, somme que l'architecte reversa aux jésuites. Pour faire face à ses obligations et s'acquitter de sa dette, Milà dut hypothéquer la maison.

La première polémique avec l'administration se produisit lorsqu'en décembre 1907, le conseil municipal arrêta le chantier parce qu'un pilier occupait une partie du trottoir sans respecter l'alignement des façades. Quand la nouvelle lui fut communiquée, Gaudí y répondit avec son ironie habituelle : 

« Dites-leur que s'ils veulent, nous couperons le pilier comme si c'était un fromage, et que sur la face polie restante, nous sculpterons une légende qui dira : coupée, par ordre du conseil municipal et selon un accord de la séance plénière de telle date. »

Cependant, la décision d'arrêt du chantier ne fut pas respectée, et Gaudí continua son travail. Le 28 septembre 1909, de nouvelles difficultés administratives surgirent : l'édifice dépassait la hauteur prévue et excédait le volume d'environ 4 000 m3. Le conseil municipal réclama une amende de 100 000 pesetas — environ 25 % du coût de l'édifice — sous peine d'abattre les combles et la terrasse. La polémique se conclut un an et demi plus tard, le 28 décembre 1910, quand la commission d'agrandissement de Barcelone certifia qu'il s'agissait d'un édifice monumental et qu'il n'était donc pas requis qu'il s'adaptât parfaitement aux ordonnances municipales.

« Il saute aux yeux que l'édifice en question, quel que soit son destin, a un caractère artistique qui le distingue des autres édifices particuliers, lui donnant une physionomie spéciale à laquelle l'œuvre réalisée contribue en grande partie en se séparant des plans approuvés. »

Cette solution convint à Gaudí, qui réalisa une copie de la certification pour la conserver. Enfin, en 1910, les Milà demandèrent au conseil municipal la permission de louer les appartements de l'édifice, mais celle-ci ne fut accordée qu'en octobre 1912, au moment où Gaudí annonça la fin des travaux.

### La construction

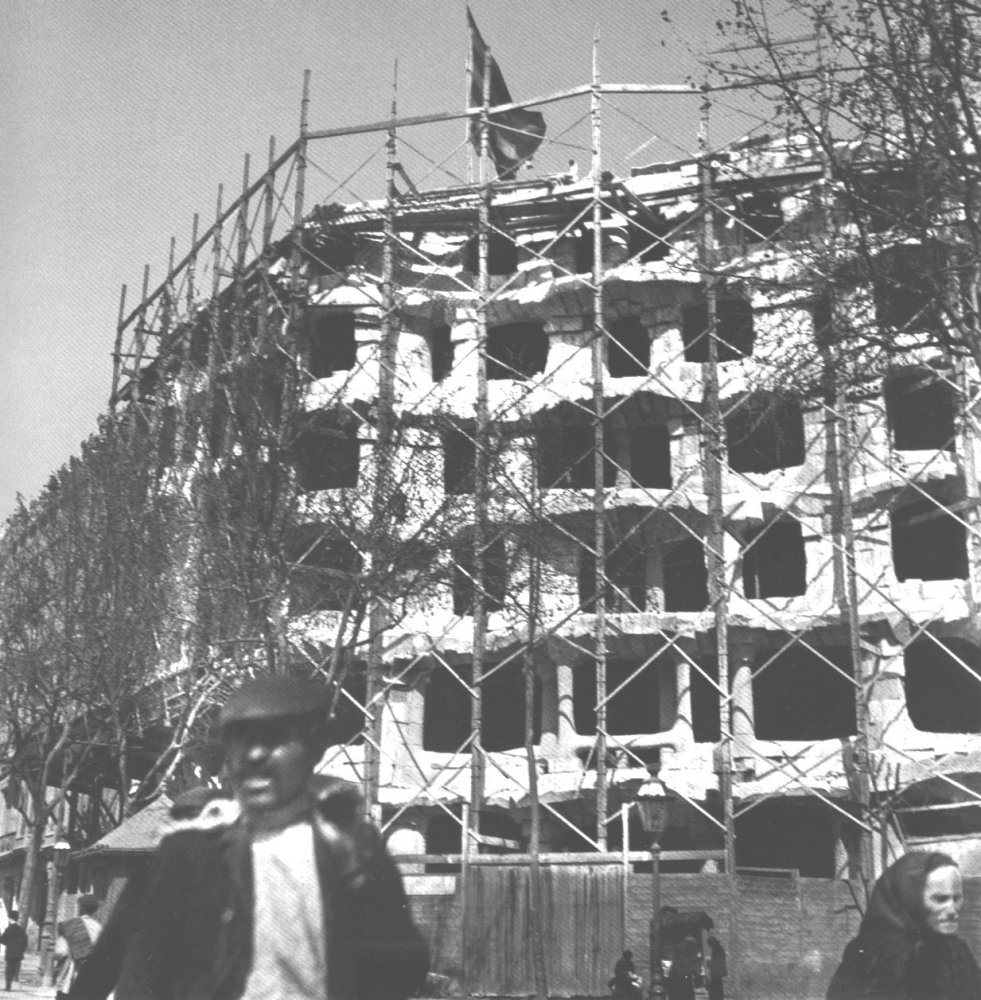
La Casa Milà en travaux.

Le déroulement de la construction fut raconté plusieurs années après à l'historien Joan Bassegoda par le constructeur Josep Bayo. Selon ce dernier, la maison antérieure fut tout d'abord partiellement démolie, de façon à laisser une partie de la structure intacte pour servir de baraque aux ouvriers. Les assistants de Gaudí y recopiaient proprement les croquis que leur donnait l'architecte. Immédiatement après, le terrain fut creusé de 4 m, pour réaliser les sous-sols et les fondations. Après avoir couvert cet espace, l'atelier y fut installé et le reste de la maison fut abattu.
Un béton à base d'un mélange de graviers, de pierres de Montjuïc et de mortier de chaux servit à la fabrication des fondations. Sur celles-ci, on érigea des piliers, certains en fonte. Les autres piliers furent maçonnés en réutilisant les briques de la maison détruite. Une fois le sous-sol terminé, les ouvriers procédèrent à la construction du reste des appartements, pendant que la façade, indépendante du reste de l'édifice, était imaginée par Gaudí. L'architecte supervisait la création des maquettes de plâtre par Joan Bertran. Ces maquettes furent par la suite découpées et servirent de modèle à l'œuvre réelle : les tailleurs de pierre suivirent fidèlement leur structure. Un système de poutres fut utilisé pour les autres étages dont notamment des poutres en fer disposées en forme de voûte catalane, unies au moyen de boulons et de vis, sans soudure. La façade fut couverte de pierres en forme d'arcs ondulés, qui furent retouchées peu à peu par les tailleurs de pierre jusqu'à obtenir la forme désirée par Gaudí. Enfin, le grenier fut construit, dessiné indépendamment du reste du bâtiment, avec un système d'arcs caténaires en brique. La terrasse fut construite par-dessus, sa forme s'adaptant aux différentes hauteurs des arcs du grenier.
Son propriétaire la présenta au concours annuel des bâtiments artistiques organisé par le conseil municipal de Barcelone, où concouraient également en 1910 deux œuvres d'Enric Sagnier i Villavecchia (264, rue de Majorque et la Casa Roman Macaya), ainsi que la maison Gustà, résidence privée de l'architecte Jaume Gustà i Bondia, et la maison Pérez Samanillo, œuvre de Joan Josep Hervas i Arizmendi. Bien que la maison Milà ait été la plus spectaculaire et clairement favorite, le jury l'écarta au profit de la maison de Pérez Samanillo, actuel siège du Centre équestre, en déclarant que « bien que les façades soient terminées, il manque beaucoup de travail pour que [l'édifice] soit totalement fini, terminé, et en parfait état d'appréciation ».

### Depuis l'achèvement de la Casa Milà
Durant la guerre civile espagnole, la Casa Milà fut occupée par le Parti socialiste unifié de Catalogne, dont le secrétaire général, Joan Comorera, s'installa à l'étage principal. Les Milà, qui étaient à Blanes pour l'été, y restèrent au début du conflit. Ils rejoignirent le camp nationaliste et ne revinrent chez eux qu'à l'issue de la guerre. Père Milà décéda un an plus tard, en 1940 et, en 1946, sa femme vendit l'immeuble à la « compagnie immobilière de la Sainte Providence (CIPSA) », en continuant cependant à vivre à son étage jusqu'à son décès en 1964.
La Casa Milà souffrit diverses vicissitudes. En 1927, Roser Segimon demanda au constructeur Josep Bayo de rénover l'intérieur de l'appartement principal qu'elle n'appréciait pas : la décoration réalisée par Gaudí fut perdue. Le premier commerce à s'installer dans le bâtiment fut un tailleur qui ouvrit en 1928. En 1932, les charbonniers, installés au rez-de-chaussée, transformèrent les magasins en éliminant les grilles en fer qui séparaient le demi-sous-sol de la rue.
Les combles furent remodelés en 1953-1954 par l'architecte Francisco Barba Corsini. La société CIPSA y fit installer treize appartements, dans un style moderniste éloigné du projet de Gaudí. En 1966, l'étage principal fut transformé en bureaux pour l'entreprise de Leopoldo Gil Nebot. Entre 1971 et 1975, une première restauration fut effectuée par José Antonio Comas de Mendoza. En 1986, la Caixa Catalunya acquit le bâtiment et y fit effectuer des travaux de conservation et de restauration par José Emilio Hernandez Cros et Rafael Villa. Ils durèrent jusqu'en 1996 et permirent de retrouver le dessin original élaboré par Gaudí. La société maintint l'édifice ouvert au public, les touristes pouvant y admirer les appartements du quatrième étage, le grenier et la terrasse. Les autres étages étaient occupés par des bureaux et quelques familles résidentes. Les combles accueillent aujourd'hui l'Espace Gaudí, une exposition sur la vie et les œuvres de l'artiste, avec des maquettes et du matériel audiovisuel sur les principales innovations réalisées par l'architecte catalan.
Depuis 2013, le propriétaire de l'équipement est le Fundació Catalunya-La Pedrera, qui est responsable de l'organisation des expositions, des activités et des visites.
La Casa Milà fut déclarée monument historique d'Espagne en 1969 et, en 1984, l'UNESCO l'inclut dans le programme « Œuvres d'Antoni Gaudí » du patrimoine mondial de l'Humanité, conjointement avec le parc Güell, le palais Güell, la Casa Vicens, la façade de la Nativité et la crypte de la Sagrada Família, la Casa Batlló et la crypte de la Colonie Güell.
Depuis son ouverture au public en 1987, la Casa Milà a été visitée plus de vingt millions de fois, soit environ un million de visiteurs par an, ce qui la place dans les dix lieux les plus visités de Barcelone.

## Description

### Architecture d'ensemble

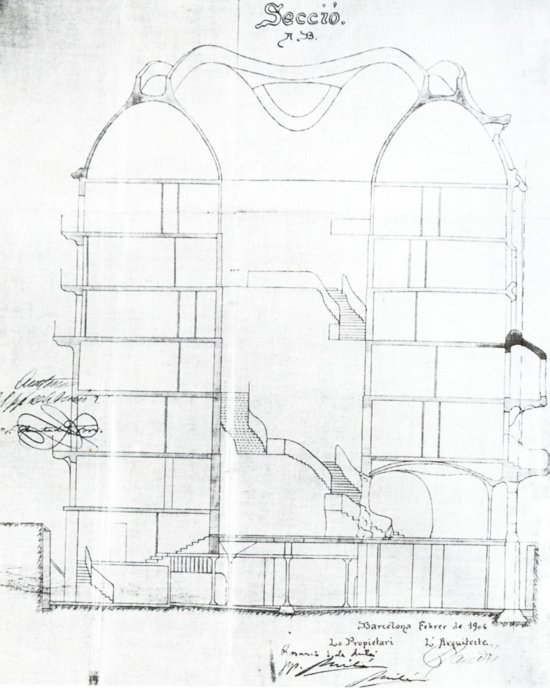
Croquis d'une section de la Casa Milà réalisé par Gaudí.

L'édifice est construit sur une surface de 1 835 m2. Le côté Passeig de Gràcia mesure 34 m et celui de la rue de Provence mesure 56 m,. Le premier étage, destiné à la famille Milà, occupe 1 323 m2. Le bâtiment se compose de neuf niveaux — un sous-sol, un rez-de-chaussée, un entresol, un étage principal, quatre étages secondaires et des combles. L'ensemble est surplombé par une terrasse. Cette structure accueille deux édifices adossés et indépendants, chacun avec sa porte d'accès et son puits de lumière, qui communiquent uniquement via le rez-de-chaussée. Cependant, l'unité des édifices est rendue par une façade commune. Des colonnes massives de briques et de pierres soutiennent le bâtiment. Les murs de séparation n'ayant pas de fonction structurelle, chaque étage peut voir sa conception varier. Les piliers et les poutres de l'intérieur communiquent avec la pierre extérieure au moyen de poutres métalliques incurvées au bord des étages.

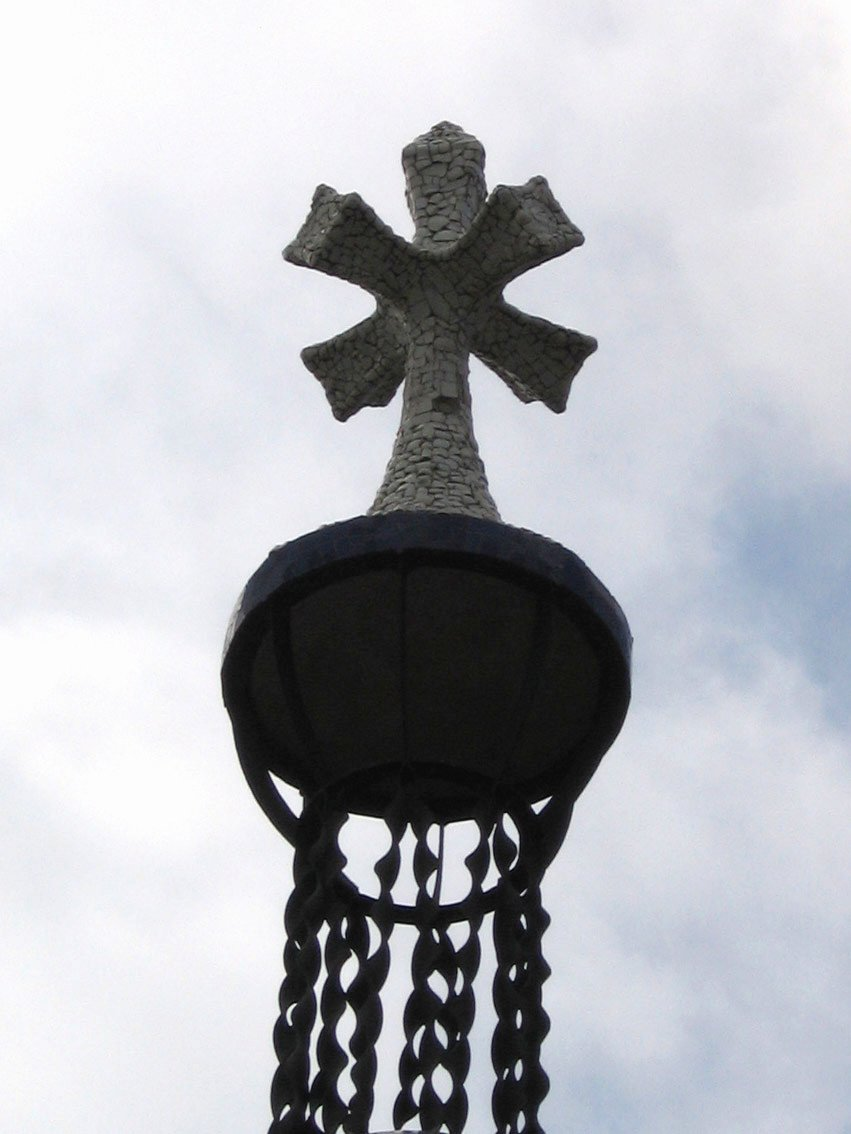
La croix à quatre branches est typique de l'œuvre de Gaudí.

Le sous-sol, où se situe un garage, contient un grand pilier en fer duquel partent diverses poutres, également en fer, qui soutiennent la cour circulaire, située immédiatement au-dessus. La façade n'a pas de fonction structurelle, si ce n'est en tant que revêtement. C'est une structure autoporteuse reliée au reste du bâtiment par des poutres de fer courbes qui entourent chaque étage. Son dessin et son ornementation présentent une liberté créative accusée, avec des formes ondulantes qui évoquent la houle marine et génèrent divers effets lumineux selon l'heure du jour. Les balcons sont en fer forgé avec une décoration de motifs abstraits. Gaudí dessina jusqu'aux pavés hexagonaux en céramique des trottoirs jouxtant l'édifice. Ils sont également à motifs marins, avec des poulpes, des étoiles et des conques, et furent réalisés par l'entreprise Escofet,.

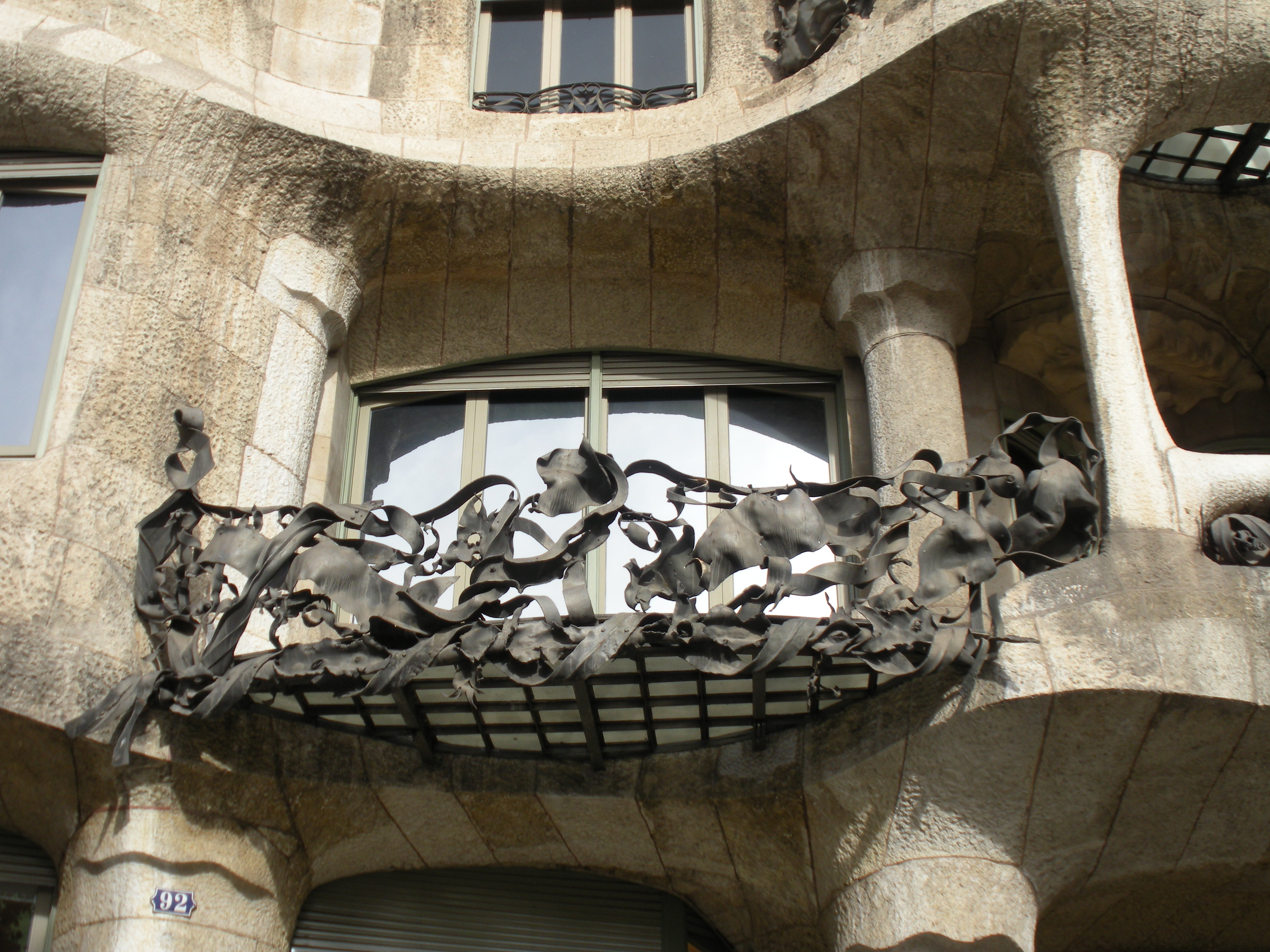
Balcon et balustrade en fer forgé

L'ensemble forme une œuvre typique de Gaudí, reconnaissable à ses lignes mêlant des droites et des courbes. Toute la façade est réalisée en pierre calcaire, à l'exception de la partie supérieure, qui est couverte de carreaux blancs ; cette combinaison évoque une montagne enneigée. Sur la terrasse se trouvent de grandes sorties d'escaliers surmontées de la croix de Gaudí à quatre bras et des cheminées recouvertes de fragments de céramique ressemblant à des têtes de guerriers protégées par des heaumes. Quant aux balcons, ils imitent des plantes grimpantes ; certains sont l'œuvre des frères Lluis et de Josep Badia i Miarnau, d'autres furent directement forgés sous la supervision de Josep Maria Jujol.
Les formes organiques de la Casa Milà évoquent la nature. Diverses études ont vu dans le bâtiment des formes qui rappellent les rochers escarpés de lieux connus de Gaudí : Fra Guerau à Prades, près de Reus, le torrent de Pareis au nord de Majorque, ou Sant Miquel del Fai à Bigues i Riells.

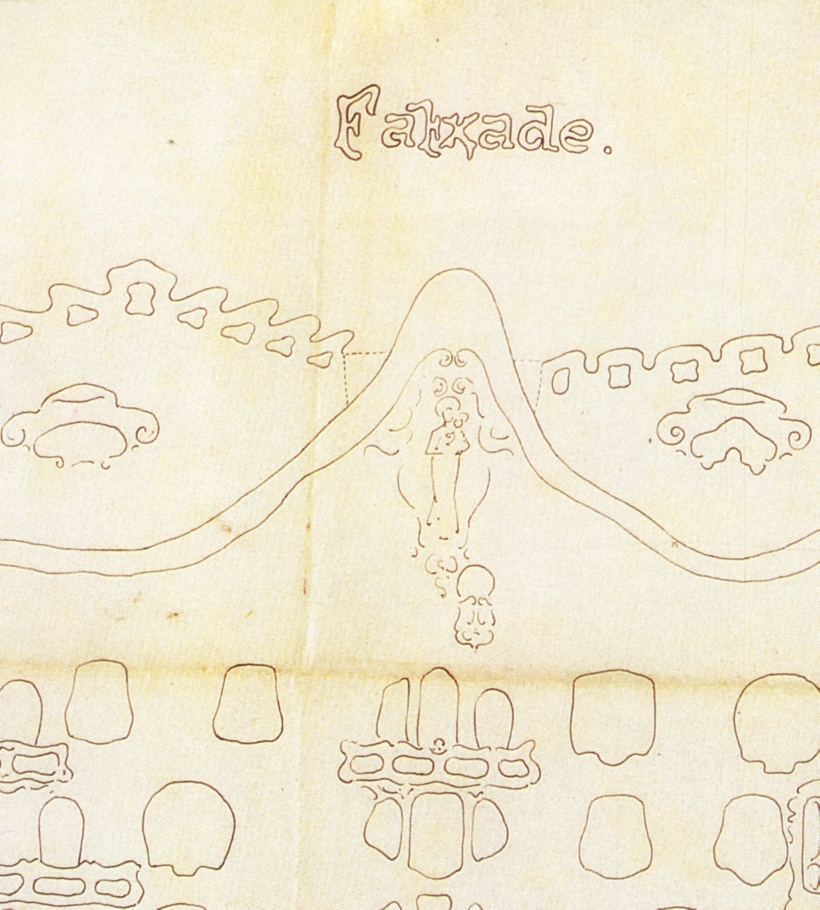
Ce fragment de dessin de la façade de la Casa Milà, présenté au conseil municipal en 1906, montre une sculpture de la vierge du Rosaire dans un édicule surmontant la façade du bâtiment.

Gaudí conféra à la Casa Milà un fort symbolisme religieux. La corniche supérieure, de forme ondulée, est décorée de boutons de rose sculptés avec des extraits de l'Ave Maria en latin : « Ave Gratia M plena, Dominus tecum ». De plus, selon le projet original, la façade aurait dû être achevée par un groupe de sculptures de pierre, de métal et de verre, et par une statue de la vierge du Rosaire. Elle aurait dû tenir l'enfant Jésus dans ses bras, entourée de l'archange saint Michel frappant de son épée Satan enfermé dans une mappemonde posée à ses pieds ; et être accompagnée de l'archange Gabriel, avec un lys de 4 mètres de haut, symbole de pureté. Une esquisse fut réalisée par le sculpteur Carles Mani i Roig, d'abord en argile à l'échelle 1/10, puis en plâtre aux dimensions finales, prête à être fondue en bronze en mars 1909. Ce projet fut abandonné à la suite des soulèvements insurrectionnels de la Semaine tragique de 1909, dont certains présentaient un caractère anticlérical.
La décoration intérieure fut réalisée par Josep Maria Jujol et les peintres Aleix Clapés, Iu Pascual, Xavier Nogués et Teresa Lostau. Carles Mani i Roig et Joan Matamala travaillèrent sur les sculptures et réalisèrent les inscriptions en relief de la façade, des colonnes de l'étage principal, et d'autres éléments décoratifs. De nombreux détails ornementaux sont d'inspiration marine tels que les faux plafonds de plâtre qui imitent la houle, des poulpes, des conques et la flore marine. Pere Milà chargea Aleix Clapés de la décoration picturale, scellant ainsi la rupture irrémédiable entre le couple Milà et Gaudí puisque l'architecte avait, lui, commandé la décoration au peintre Lluis Morell i Cornet qui avait réalisé certaines des peintures murales des escaliers de service, lesquelles ne furent pas du goût des Milà. Gaudí abandonna définitivement la direction du projet, qui fut achevé par ses aides.

### Façade

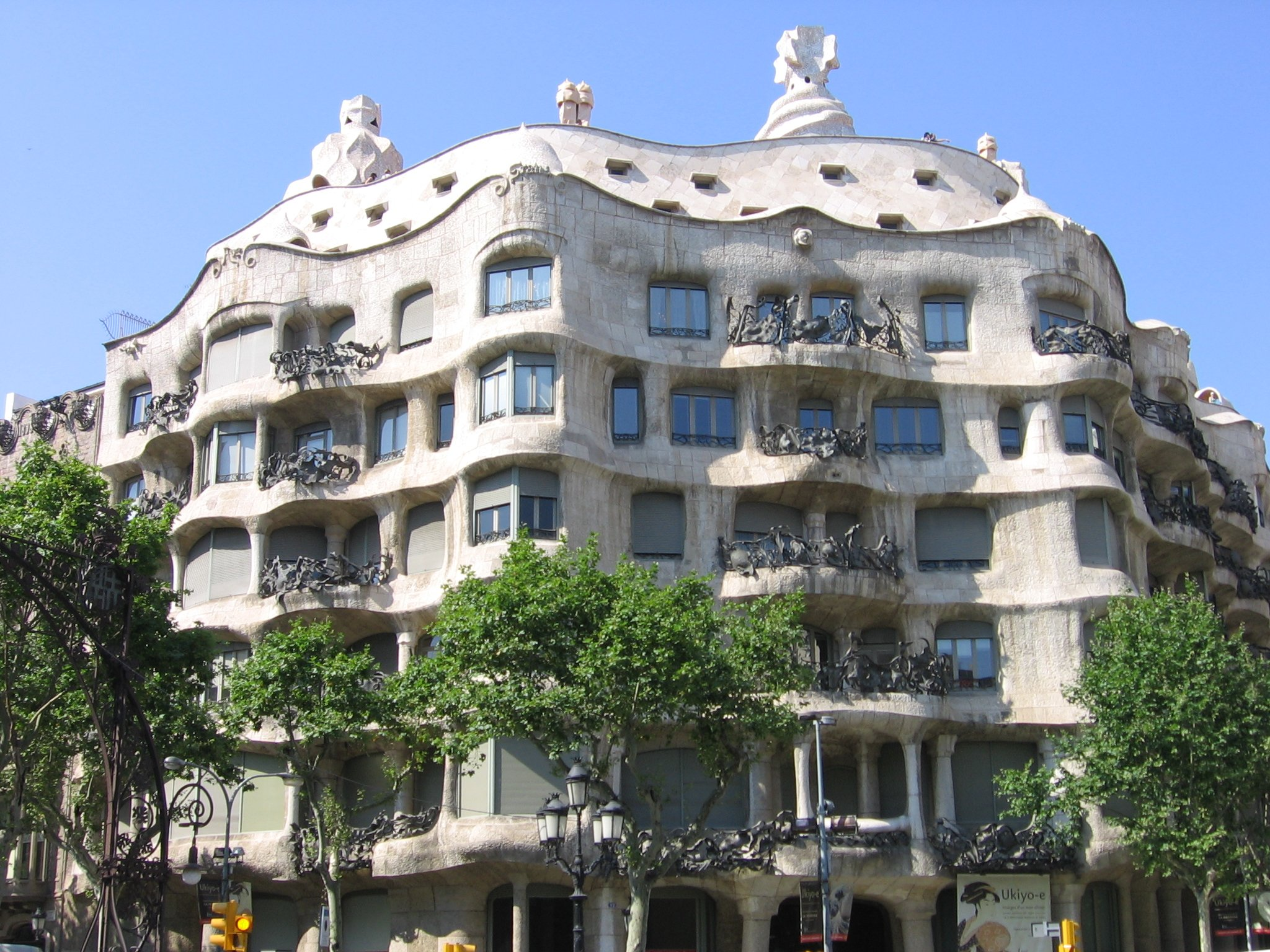
Façade de la Casa Milà.

La Casa Milà possède trois façades : une sur le Passeig de Gràcia, une sur la rue de Provence, et une autre en chanfrein, suivant le schéma habituel de l'Eixample projeté par Cerdà. Cependant, elles présentent une continuité formelle et stylistique de par leur forme sinueuse et ondulée, ressemblant ainsi à un rocher modelé par les vagues de la mer. Les renfoncements et parties saillantes impriment un dynamisme à l'ensemble, donnant une sensation de mouvement, augmentée par un jeu d'ombres et de lumières en constant changement selon l'heure du jour et la position du spectateur. En plus de la forme ondulante des murs de la façade, la présence de trente-trois balcons en fer forgé, d'une forme originale inspirée des algues marines, change l'ensemble en une œuvre d'art immense presque sculpturale. La majorité des rambardes ont une forme abstraite, bien qu'on rencontre quelques détails ponctuels comme une colombe, un masque de théâtre, une étoile à six pointes, diverses fleurs et l'écu catalan.
Les trois façades, de trente mètres de hauteur, sont munies de cent cinquante fenêtres, utilisant des solutions structurales, des formes et des tailles différentes. Les fenêtres supérieures étant plus grandes, elles reçoivent plus de lumière. La pierre utilisée pour leur construction provient de deux endroits différents : celle de la partie inférieure, la plus dure, vient de Garraf ; celle de la partie supérieure provient de Vilafranca del Penedès. L'ensemble donne un rendu blanc crème, aux tonalités variantes selon la lumière incidente. La texture rugueuse de la pierre confère à l'ensemble un aspect organique.

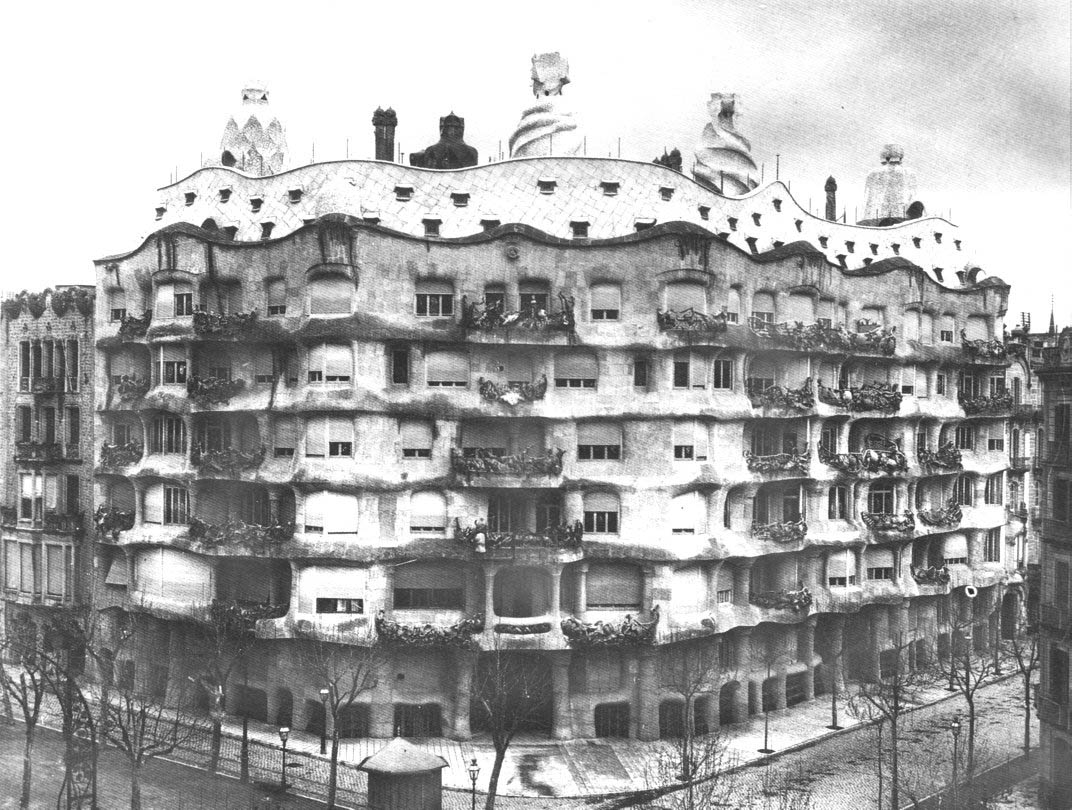
Photographie de la Casa Milà publiée dans l'édition du magazine Revista Nova du 23 mai 1914.

La façade du Passeig de Gràcia est orientée vers le sud-ouest et mesure 21,15 m de long pour une superficie de 630 m2. Elle possède neuf balcons qui donnent sur la rue. Elle est couronnée par le mot « Ave » de l’Ave Maria, avec des lys en relief, symboles de la pureté de la Vierge. C'est la seule façade qui ne possède pas de porte d'entrée : le rez-de-chaussée était destiné à un charbonnier et les grilles d'origines furent retirées lorsque cette zone fut transformée en magasins.
La façade du chanfrein mesure 20,10 m de long. C'est la façade centrale, et par conséquent la plus renommée de l'édifice. Elle héberge une des deux portes d'accès, flanquée de deux grandes colonnes habituellement appelées « pattes d'éléphants » qui soutiennent la tribune de l'appartement principal, celui du couple Milà. Pour l'ensemble porte-tribune, Gaudí semble s'être inspiré de l'œuvre d'un architecte baroque madrilène, Pedro de Ribera, dont il reprit des traits de la période classique. Une lucarne fournit de la lumière à la tribune, en dessous de laquelle se trouve une coquille sculptée. Dans la partie supérieure de la façade, on peut apercevoir une rose en relief et l'initiale « M » de Marie, qui aurait dû être la base d'une sculpture de la Vierge et des archanges mais qui n'a pas été réalisée. Sur les deux parties latérales supérieures du chanfrein se trouvent les mots « Gratia » et « Plena » de l’Ave Maria.
La façade de la rue de Provence est la plus étendue avec 43,35 m de long ; elle comporte une porte d'accès à l'édifice. Orientée vers le sud-est, elle reçoit de la lumière presque toute la journée : Gaudí l'a donc dessinée avec plus d'ondulations que les deux autres façades, ajoutant quelques balcons plus sobres pour créer plus d'ombres. Dans la partie supérieure on peut voir les mots « Dominus » et « Tecum » provenant également de l'Ave Maria.
La façade arrière donne sur le patio du pâté de maisons formé par le Passeig de Gràcia et les rues de Provence, du Roussillon et de Pau Claris. Elle n'est généralement pas visible pour le public, seuls les riverains y ont accès. Elle mesure 25 m de long pour une superficie de 800 m2. Plus sobre que la façade principale, elle présente cependant la même forme ondulatoire, avec un déphasage entre les différents appartements qui forment les entrées et sorties, imitant la houle, ainsi que quelques grandes terrasses permettant le passage de la lumière grâce à des rambardes en fer au dessin léger en forme de losange. Cette façade est recouverte de ciment et de chaux de couleur marron rougeâtre.

### Intérieur

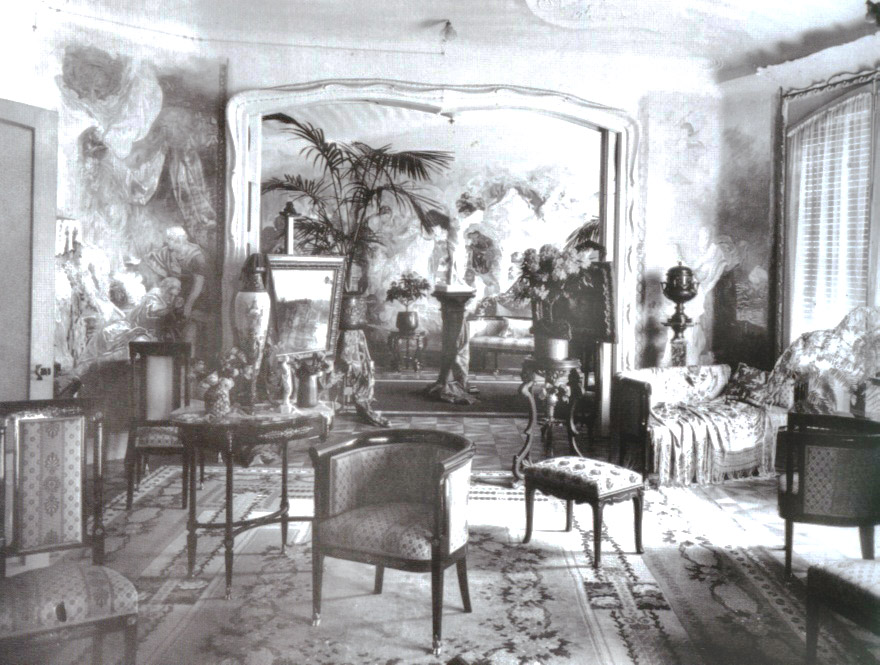
L'intérieur de la Casa Milà.

L'intérieur de la Casa Milà est fonctionnel, permettant une communication aisée entre les diverses parties de l'édifice. L'étage du bas est ouvert au public, avec des vestibules qui permettent une communication entre l'extérieur et l'intérieur, relient les puits de lumière et favorisent le passage entre les deux zones de l'édifice par l'intérieur du bâtiment. Deux grands portails permettent le passage des véhicules qui, une fois les vestibules d'entrée franchis, accèdent au garage intérieur grâce à des rampes qui mènent au sous-sol. Pour l'accès aux appartements, Gaudí préconisa l'usage d'ascenseurs, réservant les escaliers aux services communs et comme accès auxiliaires. Enfin il plaça deux grands perrons, décorés de peintures murales, pour embellir l'accès à l'appartement principal.
Les deux portes d'entrée sont réalisées en fer forgé et en verre, leur forme agissant à la fois comme porte et comme grille de sécurité. Leur dessin est organique, avec une série de structures aux formes variées d'inspiration naturaliste, carapaces de tortue, ailes de papillon et tissus cellulaires. Leur structure ample et diaphane facilite le passage de la lumière et illumine à profusion les vestibules intérieurs. Les portails donnent accès aux deux vestibules, l'un sur le Passeig de Gràcia, l'autre sur la rue de Provence. Ils permettent l'accès tant au garage qu'aux étages supérieurs et sont à la fois conçus pour le passage des véhicules et pour celui des piétons, pour lesquels ils ouvrent sur le trottoir. Le plus grand, de 60 m2, est celui du Passeig de Gràcia. Il présente un toit ondulé, semblable à une caverne. Celui de la rue de Provence reprend la même inspiration mais est plus petit avec 44 m2. Il se distingue du premier par la présence d'une guérite destinée au portier, élaborée avec une fine structure de fer et des vitraux aux motifs floraux. Un des éléments distinctifs des vestibules est la décoration par des peintures murales, réalisées par Aleix Clapés, avec des motifs ornementaux et des thèmes d'inspiration mythologique, des scènes des Métamorphoses d'Ovide, pour lesquelles il s'inspira des tapisseries du palais royal de Madrid. D'autres thèmes y figurent aussi, comme les sept péchés capitaux et divers épisodes de La vie est un songe de Calderón,. Ces peintures furent restaurées entre 1991 et 1992 par Gianluigi Colalucci, chef de restauration des musées du Vatican et chargé antérieurement de la restauration de la chapelle Sixtine.

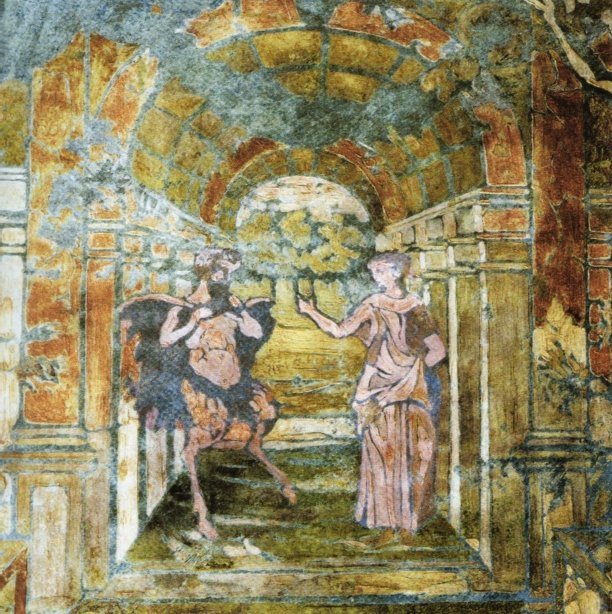
Pan, le dieu des bergers et des troupeaux.
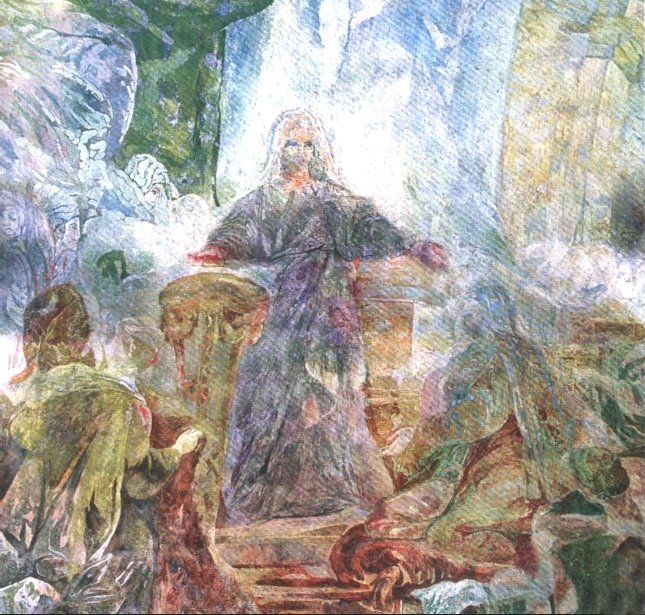
Cassandre, la prophétesse de Troie.
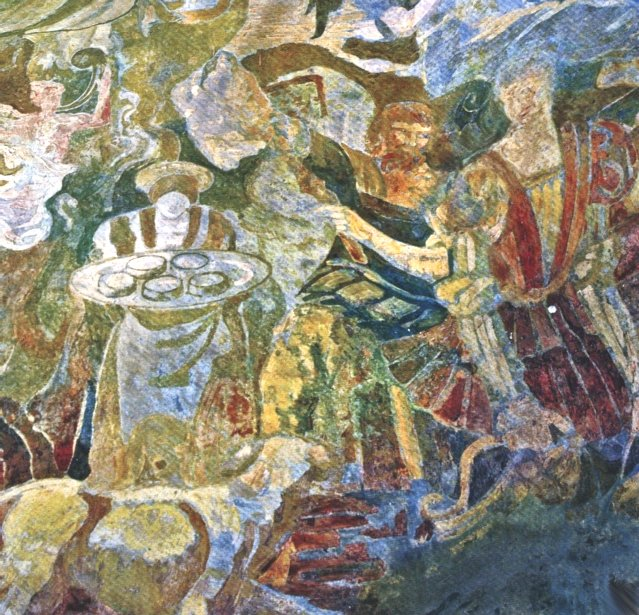
La gourmandise, l'un des péchés capitaux.
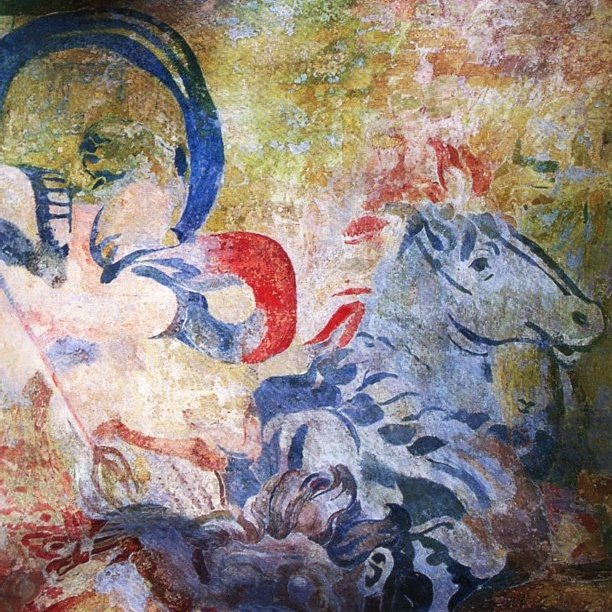
La colère, un autre de ces péchés.

Les deux grands puits de lumière permettent à la fois d'accéder aux appartements, de les éclairer et de les aérer. L'intérieur des appartements présente une seconde façade avec de grandes fenêtres et des garde-corps de fer, ainsi qu'un système de colonnes cylindriques dans les deux premiers appartements, remplacé par de la maçonnerie dans les étages supérieurs. L'entrée du Passeig de Gràcia a une forme cylindrique qui occupe 90 m2 ; celle de la rue de Provence est elliptique et de 150 m2. Les murs sont peints dans des tons ocre et jaunes auxquels se superposent des peintures murales au chromatisme intense, aux motifs floraux inspirés de tapisseries flamandes, elles sont principalement l'œuvre de Xavier Nogués.

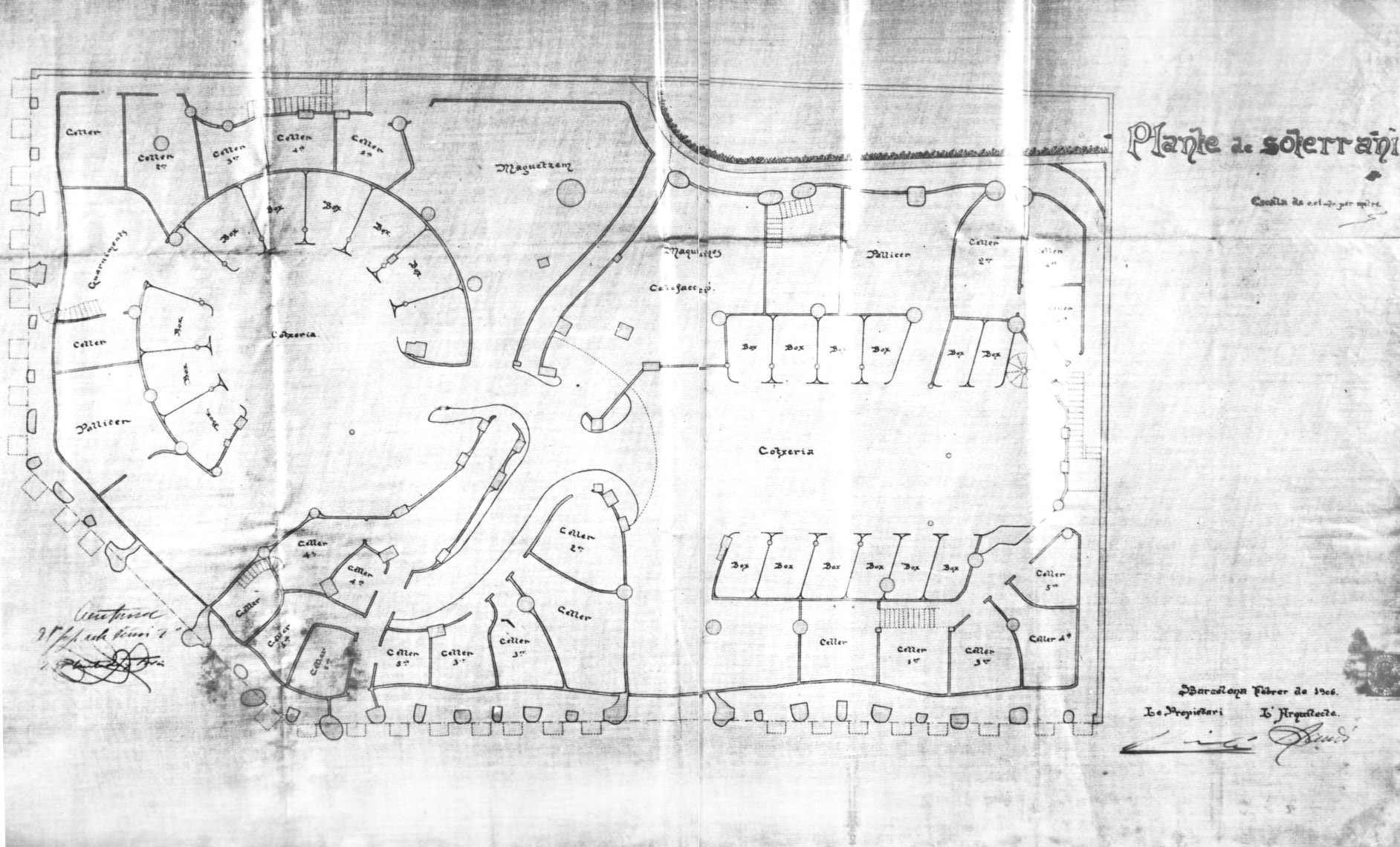
Plan du sous-sol de la Casa Milà.

La structure des étages de la Casa Milà s'appuie sur un sous-sol divisé entre garages et débarras, auxquels on accède depuis les vestibules d'entrée en descendant les marches d'un escalier elliptique de 4,70 m de haut. On trouve ici quatre-vingt-dix colonnes de pierre, de fer et de brique qui soutiennent l'édifice. Cet étage abrite aussi la chaufferie et diverses zones réservées aux communs. Les résidents y accèdent par des escaliers auxiliaires, et disposent chacun d'une place de garage et d'un débarras. Après une rénovation effectuée en 1994, le sous-sol a été converti en accueil du public et en salle polyvalente. Entre le sous-sol et le rez-de-chaussée se trouve un entresol originellement destiné au charbon, mais qui fut ensuite occupé par des magasins, raison pour laquelle on retira les grilles de fer forgé du projet de Gaudí. Dans cet entresol se trouvait un petit tunnel qui entourait l'édifice, et dans lequel passaient les canalisations de service, les conduites de gaz et les câbles électriques.

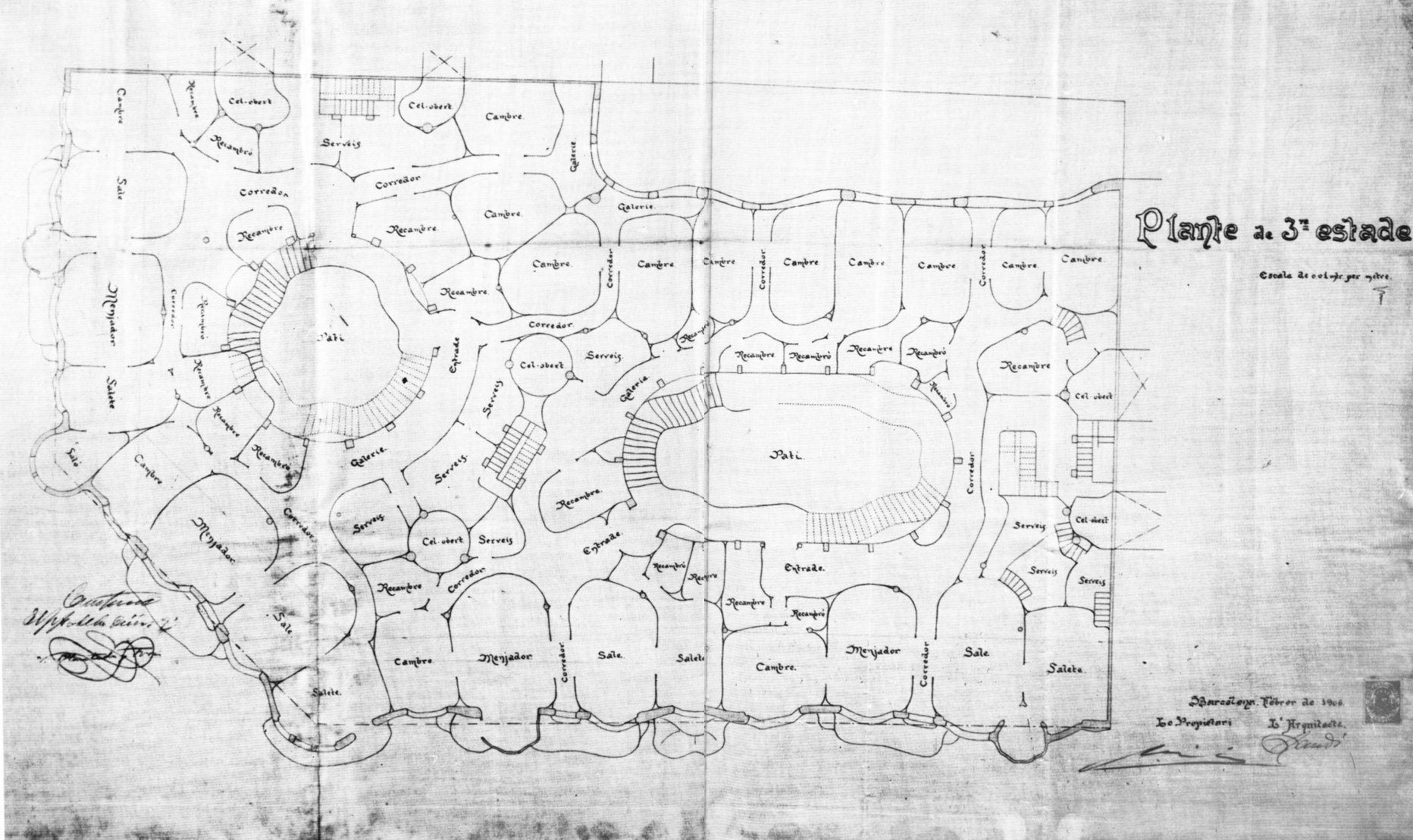
Plan du 3e étage de la Casa Milà.

Les appartements furent dessinés par Gaudí de façon qu'ils puissent s'adapter facilement aux besoins des locataires : en l'absence de murs porteurs, les espaces sont facilement modifiables. Ainsi, tous les étages, et presque tous les appartements, présentent des structures différentes qui ont évolué avec le temps. L'appartement du couple Milà, qui fut transformé en officine puis en salle de jeux, sert maintenant de salle d'expositions. C'était l'appartement principal de l'édifice d'une superficie de 1 323 m2, donnant à la fois sur le Passeig de Gràcia et sur la rue de Provence. Il était desservi par un ascenseur et de grands escaliers qui partaient du vestibule de l'entrée. Il comptait plus de trente-cinq pièces, dont un hall d'entrée, un oratoire, une salle de réception, le bureau de Milà, la salle à manger et la chambre principale. Certaines pièces avaient un nom particulier, comme la « chambre lilas » ou la « chambre de Chine ». L'originalité passait aussi par les différents revêtements des sols conçus par Gaudí selon leur fonction : des plaques de pierre de la Sénia pour les couloirs et les vestibules, du parquet pour les salons et les chambres, et des carrelages pour la cuisine et la salle de bain.
La décoration de l'appartement principal était l'une des plus luxueuses et détaillées de l'édifice. Josep Maria Jujol en eut la charge. Il dessina le mobilier et les divers éléments décoratifs tels que certains détails en relief des colonnes et plafonds, sous la supervision de Gaudí. L'un des piliers porte l'inscription latine « caritas » (« charités »), puis des mots en catalan « perdona » (« pardonne ») et « oblida » (« oublie »). Ils sont entourés de divers éléments, une rose, une croix, un alevin, une méduse, une fleur de lotus, un œuf et un « M » couronné. En outre, le « i » de « oblida » a une forme de spermatozoïde. Sur la même colonne, plus bas, on lit « tot lo bé creu » (« Crois tout le bien »), et sur le « o » apparaît une conque. Sur d'autres piliers apparaissent un luth, une harpe, un pigeon messager et une table dressée pour un banquet. Sur les plafonds et les moulures, élaborés en plâtre, Jujol a réalisé des dessins variés, abstraits ou d'inspiration naturaliste comme des ondulations marines, ainsi que diverses figures, symboles et inscriptions, comme le « M » de Marie, la phrase « som lliures» (« nous sommes libres »), ou des vers variés de poèmes et chansons populaires catalanes, par exemple « sota l’ombreta, l'ombrí, flors i violers i romani » (« à l'ombre, petite ombre, de fleurs, de violettes et de romarin ») ou « Oh Maria, no't sàpiga greu lo ser petita, també ho són les flors i ho són les estrelles » (« Oh Marie, ne sois pas malheureuse d'être petite, les fleurs et les étoiles le sont aussi »). À la mort de Gaudí en 1926, la propriétaire Roser Segimon, qui n'aimait pas cette décoration, demanda à ce qu'elle fût plâtrée.

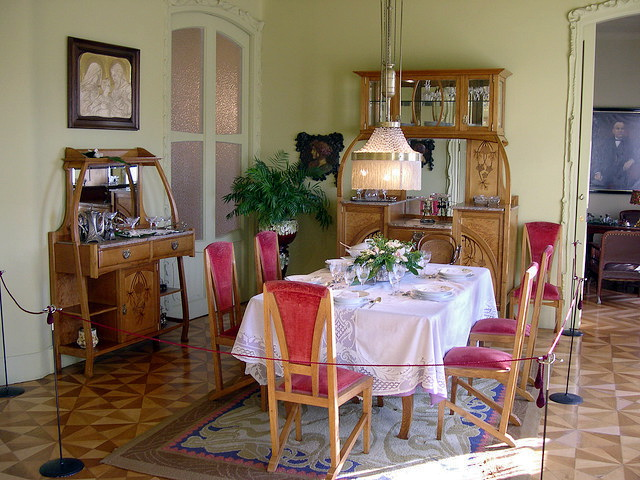
La salle à manger.
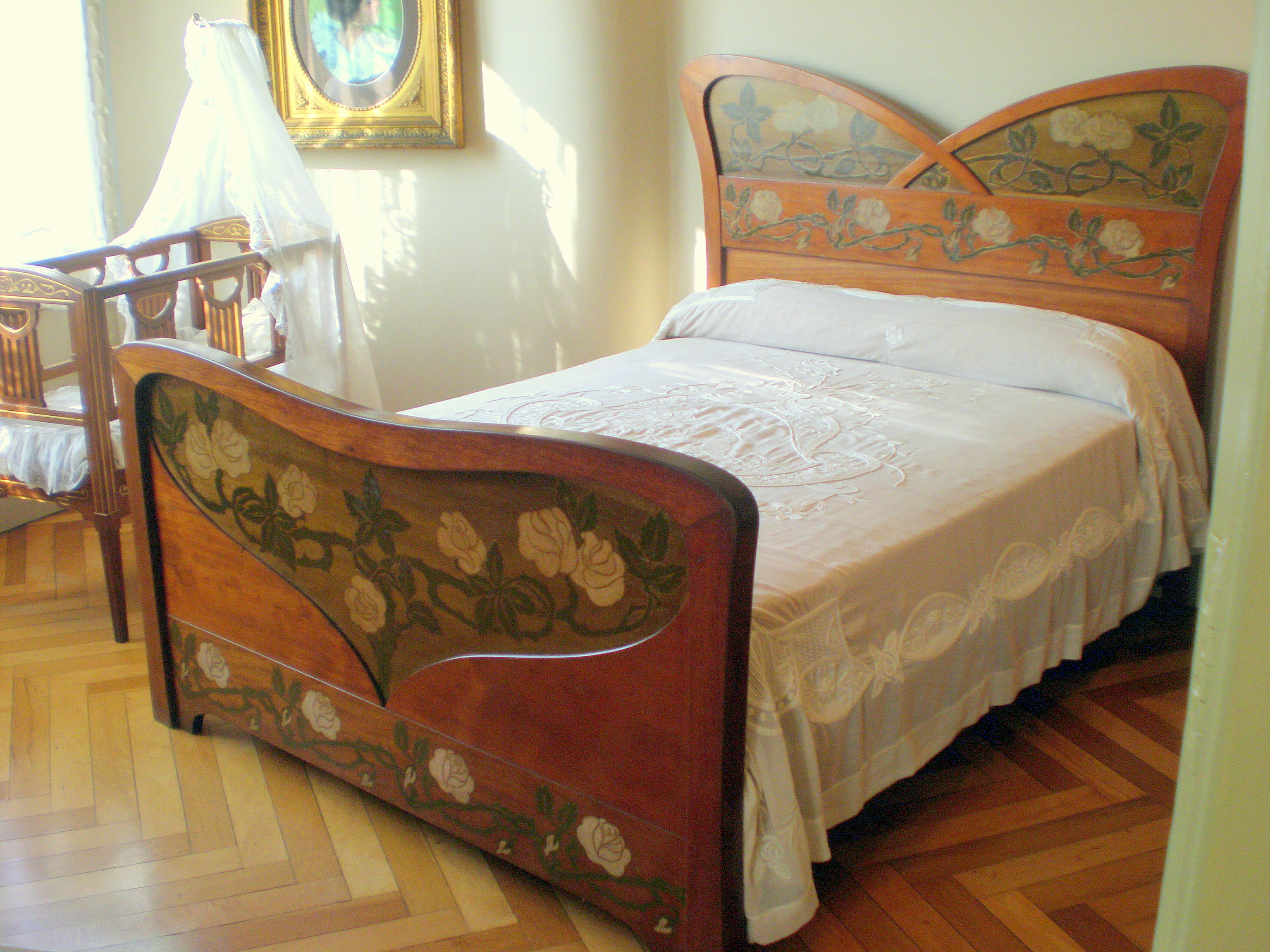
La chambre.
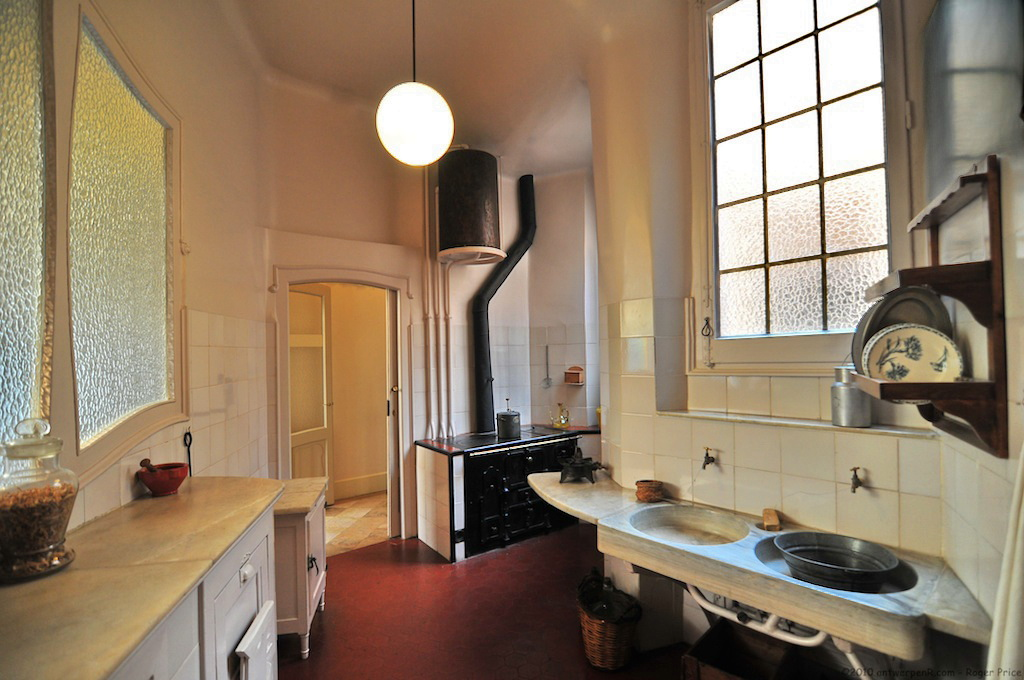
La cuisine.
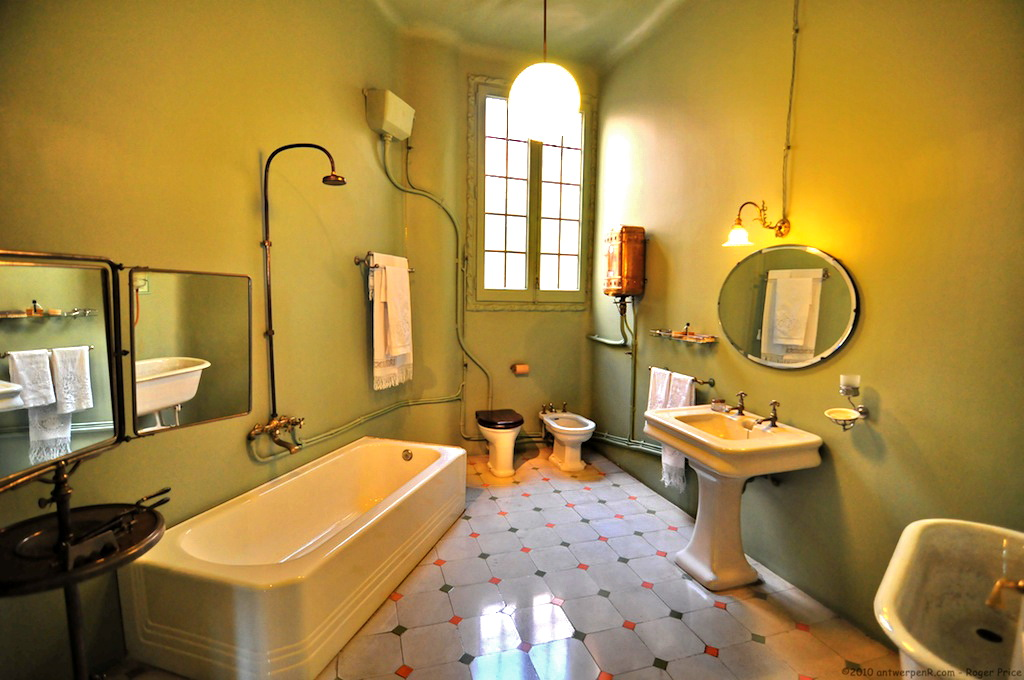
La salle de bain.
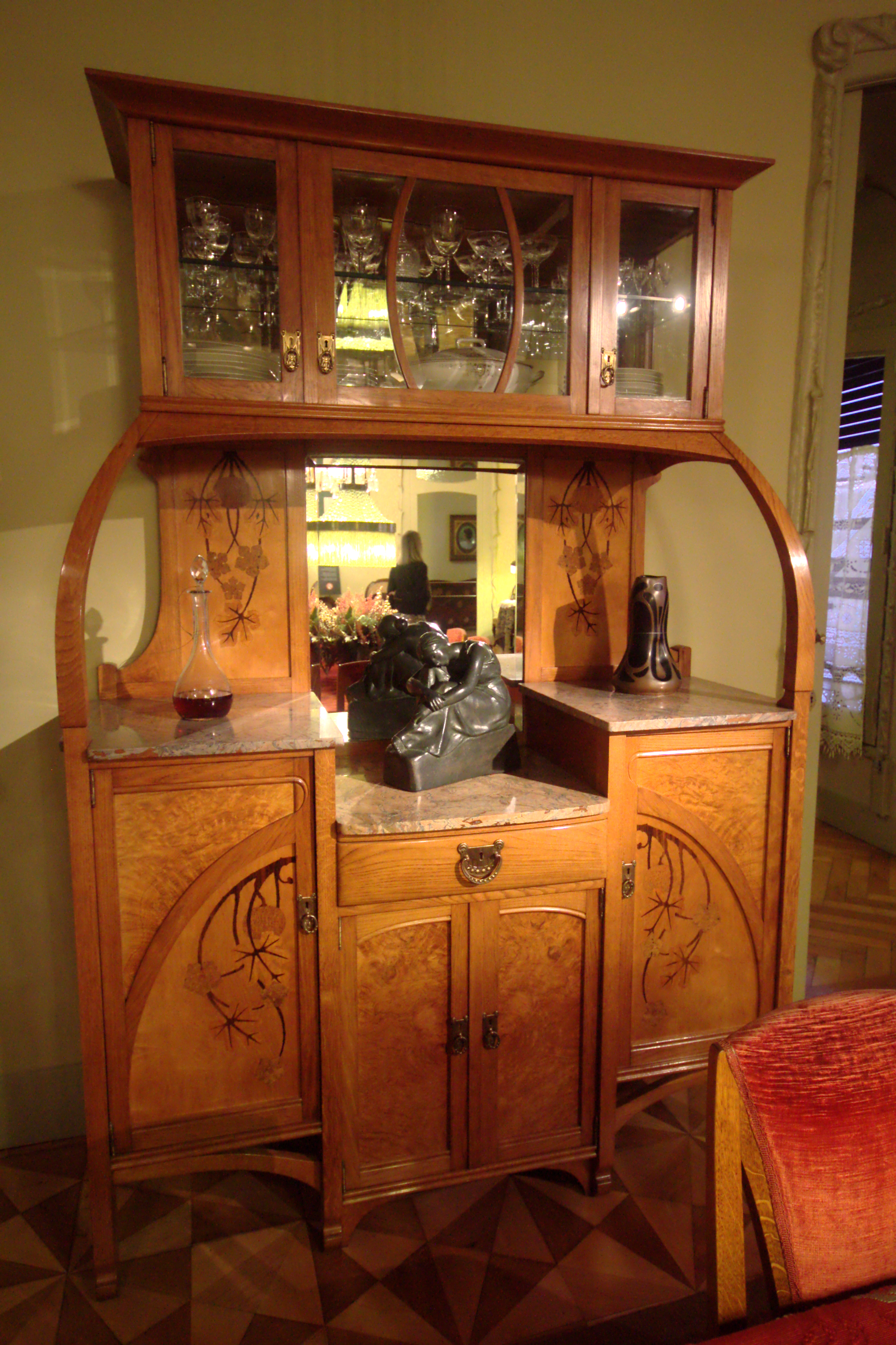
Vaisselier.
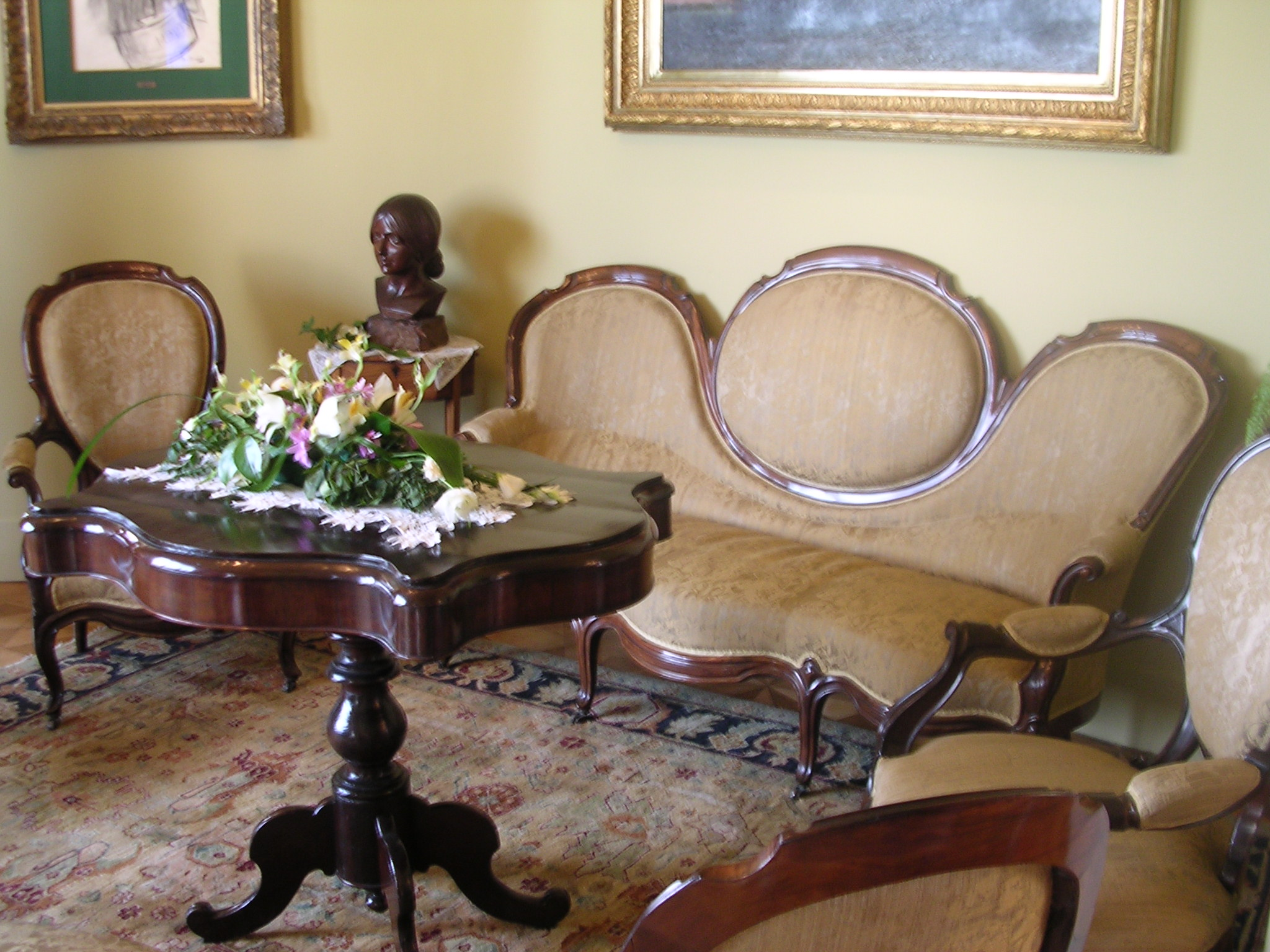
Salon.

Les autres appartements, destinés à la location, furent conçus par Gaudí avec le même soin. Il fit attention à chaque détail et intervint souvent sur des éléments décoratifs et sur le mobilier. En général, les salons et les chambres des appartements donnent sur la rue alors que les zones de service sont orientées vers les patios. Au premier étage, se trouvent trois appartements de 440 m2 ; les second et troisième étages sont occupés par quatre appartements, l'un donne sur le Passeig de Gràcia, un sur le chanfrein et deux sur la rue de Provence. Le quatrième étage possède trois appartements, l'un donne à la fois sur le Passeig de Gràcia et le chanfrein, et les deux autres donnent sur la rue de Provence. Gaudí inclut dans chacun d'eux les dernières avancées de l'époque en matière de confort, la lumière électrique et l'eau chaude ; de plus, chaque appartement avait une place de garage, un débarras en sous-sol et une buanderie dans le grenier. L'architecte soigna au maximum les détails, notamment au niveau des portes et des fenêtres, dessinées et décorées de façon pleinement moderniste selon le style de l'époque. Ces décorations étaient généralement d'inspiration naturaliste : des gouttes d'eau, des tourbillons, des méduses, des étoiles de mer, des algues et des fleurs. Les moulures de plâtre des encadrements de portes et des arcs intérieurs des appartements sont un autre élément décoratif important, reprenant des thèmes naturalistes mais également abstraits. Gaudí dessina jusqu'aux poignées de portes, réalisées en bronze selon des dessins originaux, de façon quasi sculpturale. Il conçut également de nombreux éléments du mobilier, dont certains échantillons sont aujourd'hui exposés dans un appartement de l'édifice.
Le dernier étage est occupé par les combles. Gaudí le conçut de façon indépendante par rapport au reste de l'édifice, en faisant appel à une structure plastiquement et fonctionnellement originale. Cet étage de 800 m2 abrite les buanderies et les zones de service. Il fait office de régulateur thermique, isolant l'édifice des variations de la température extérieure entre l'hiver et l'été. Pour cela, l'architecte s'inspira des greniers des mas catalans traditionnels, mais en exploitant un nouveau dessin basé sur des arcs d'allure parabolique. Plus rigoureusement appelé arc caténaire ou funiculaire de forces, c'est un élément clef de l'architecture de Gaudí qui l'utilisa d'abord dans la crypte de la Colonie Güell, puis pour la Sagrada Família. Il s'en servait pour créer des architectures légères mais résistantes aux pressions. Par une technique expérimentale, Gaudí simulait la structure avec différents funiculaires et déterminait la forme optimale, qu'il dénomma « stéréostatique », de la structure destinée à résister aux pressions des arcs et des voûtes. La couverture du grenier résulte de la succession de deux cent soixante-dix arcs de brique, une structure autoporteuse qui ne nécessite ni colonnes ni murs porteurs, ce qui en fait un espace ouvert, un couloir qui circule tout au long de l'édifice. Ces arcs s'unissent au plafond en une espèce d'épine dorsale qui rappelle un squelette d'animal ou la structure d'une barque renversée. La partie extérieure de ce grenier se situe quelques mètres en retrait du bord de la façade. Elle est traversée par deux lignes de petites fenêtres, celles du bas étant un peu moins grandes que celles du dessus. Un chemin de ronde entoure l'édifice ; il occupe l'espace entre le grenier et la façade et est parsemé de quatre petits dômes à profil parabolique.

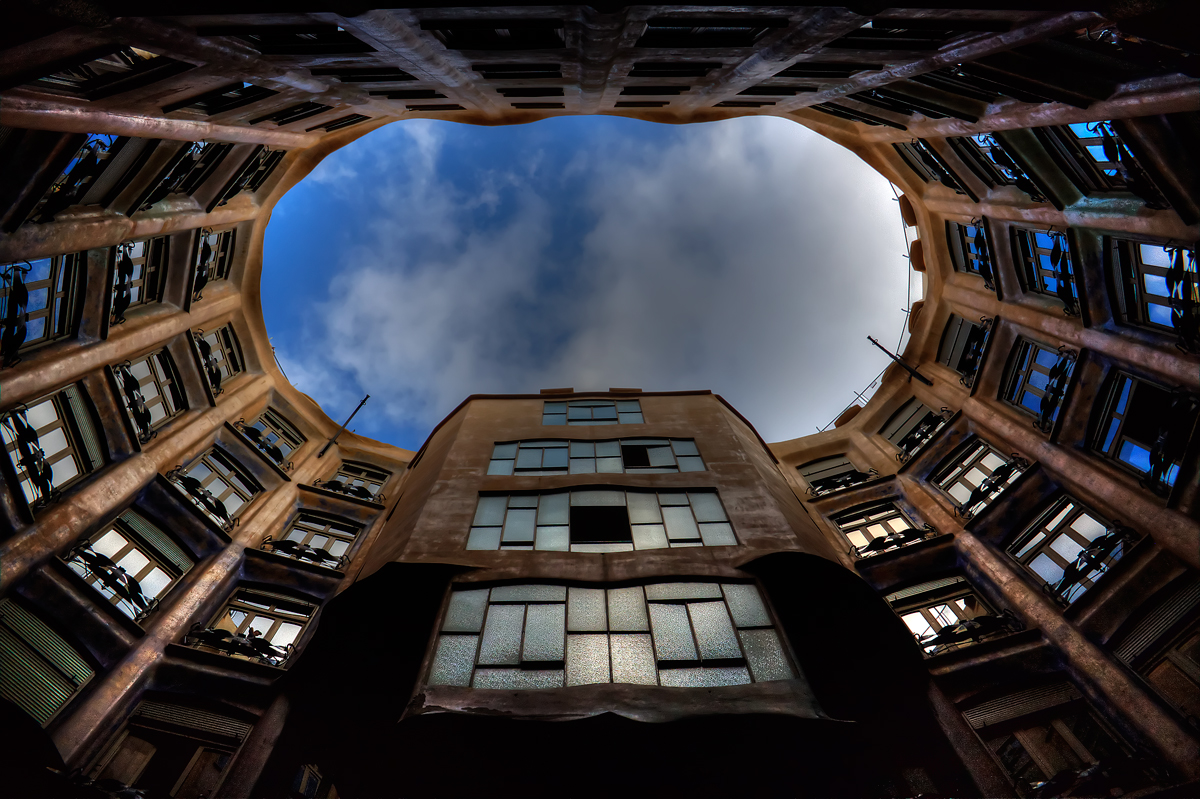
La cour intérieure.
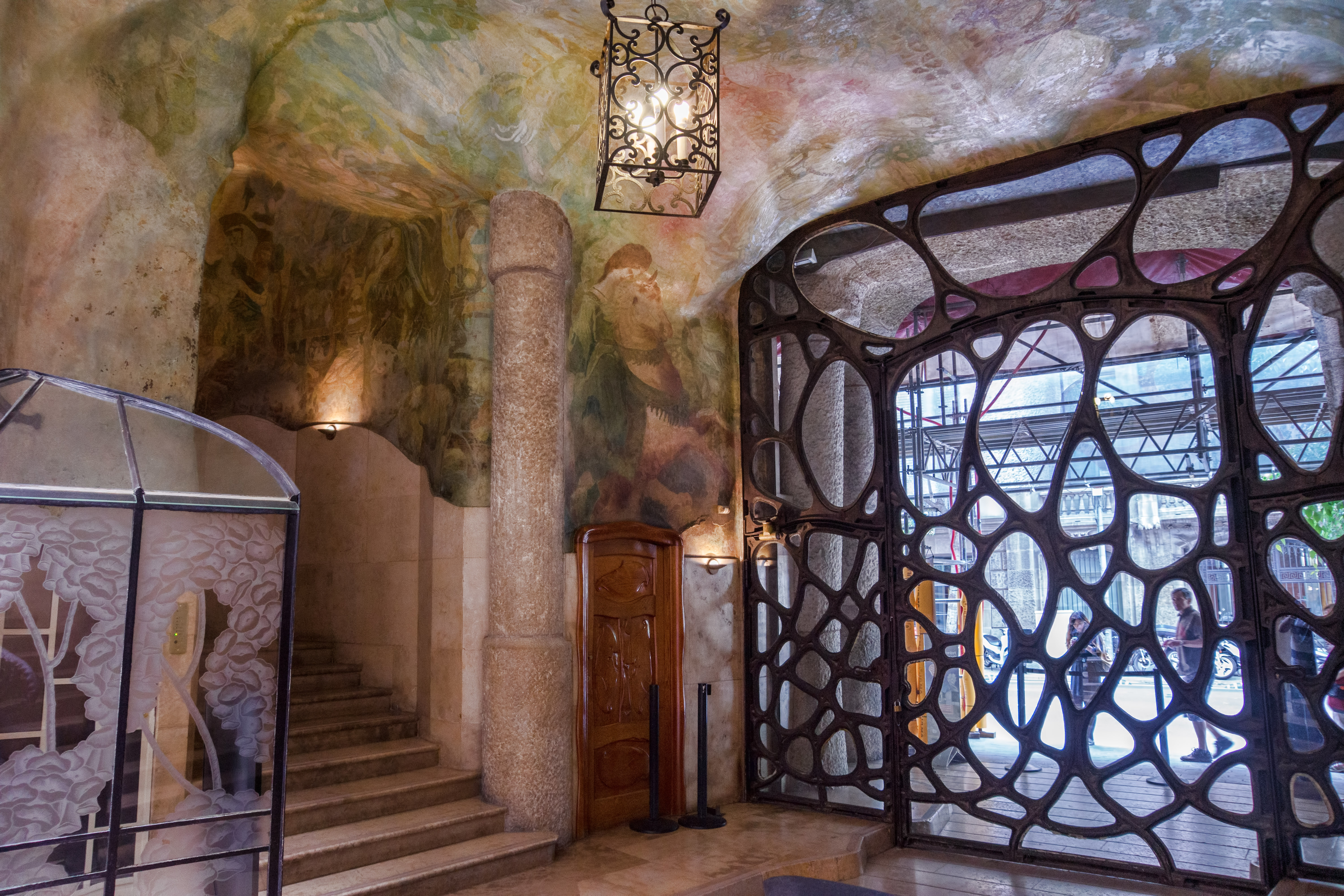
La porte d'entrée principale.
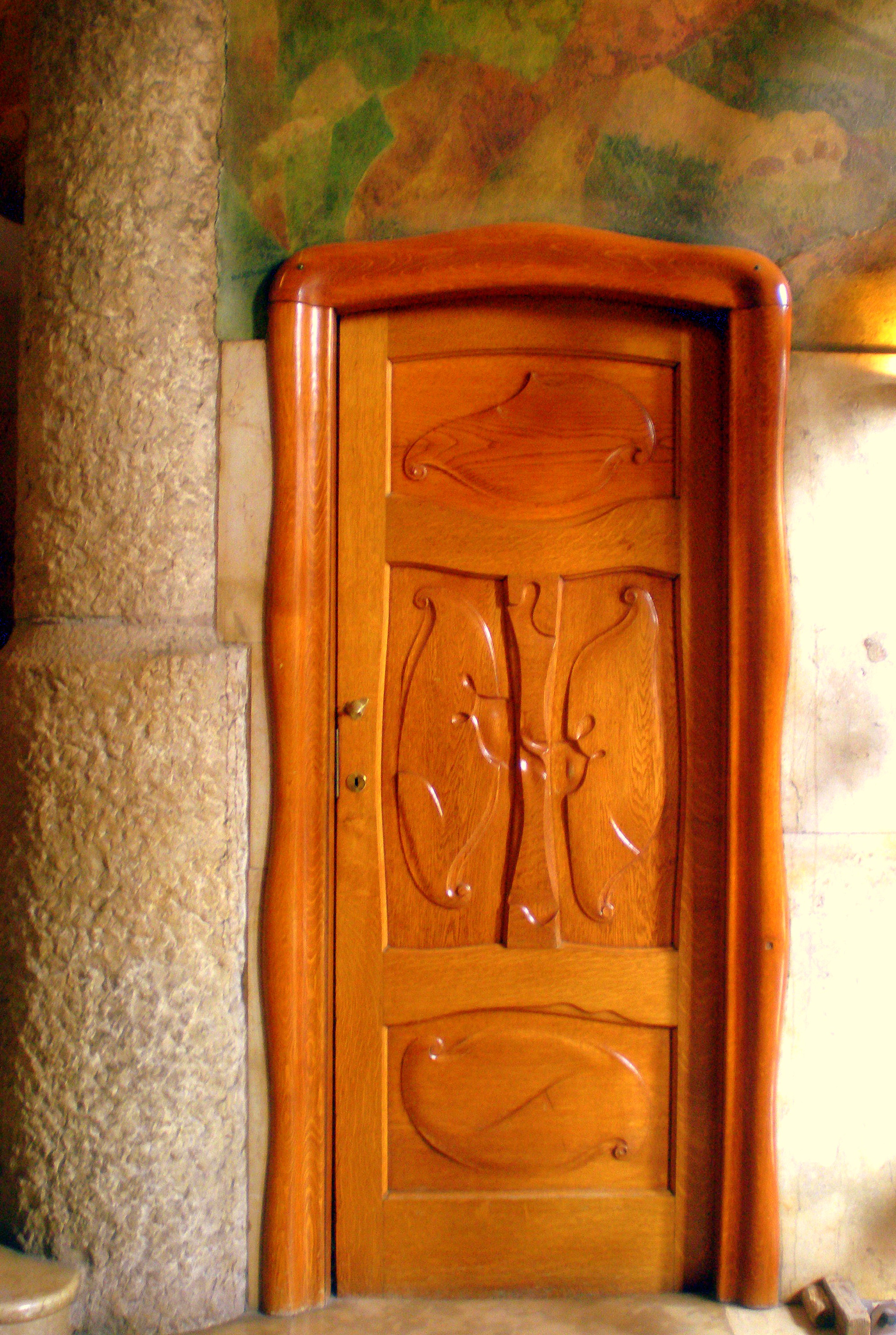
La porte du rez-de-chaussée.
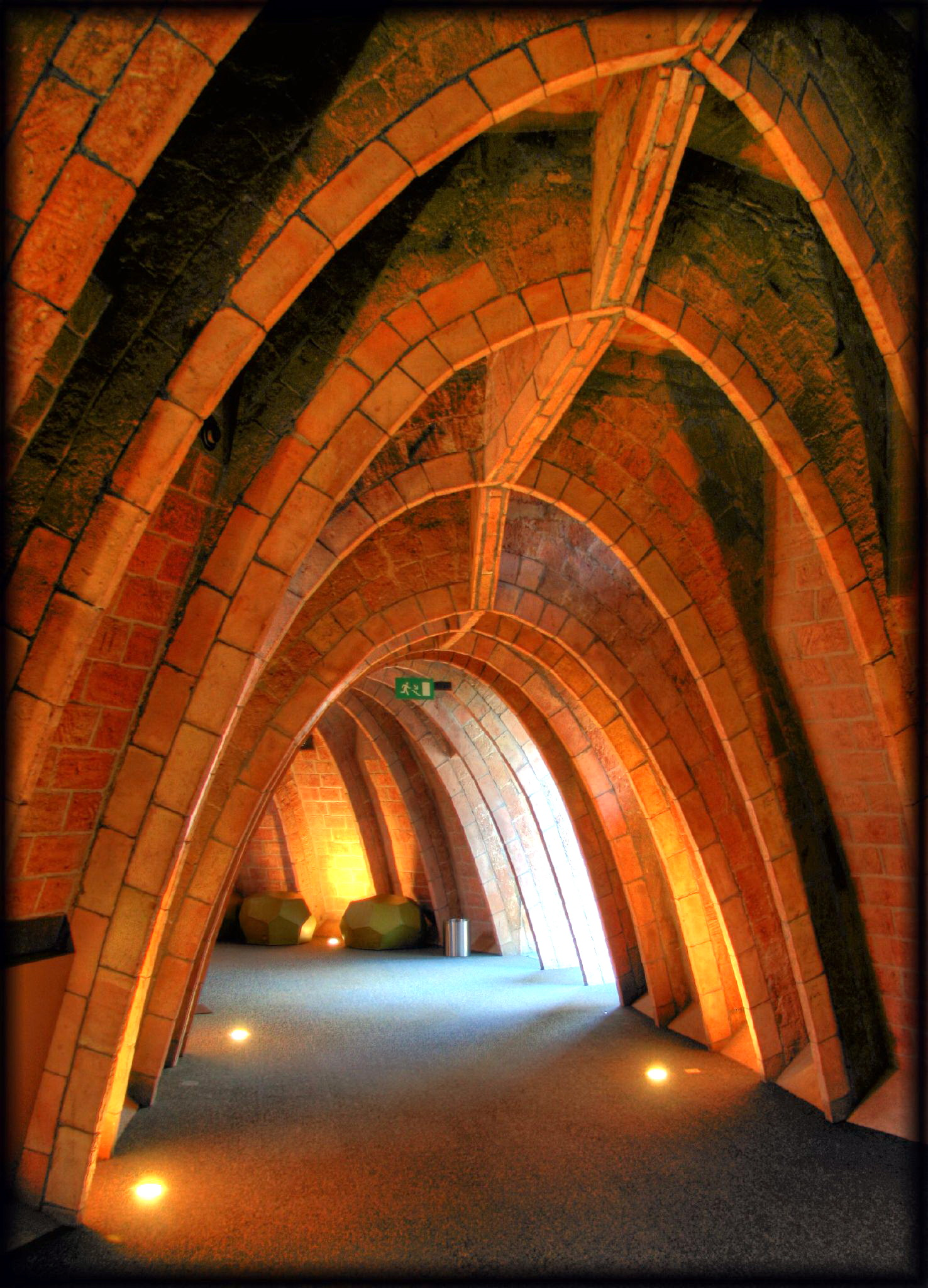
Les voûtes en chaînette.
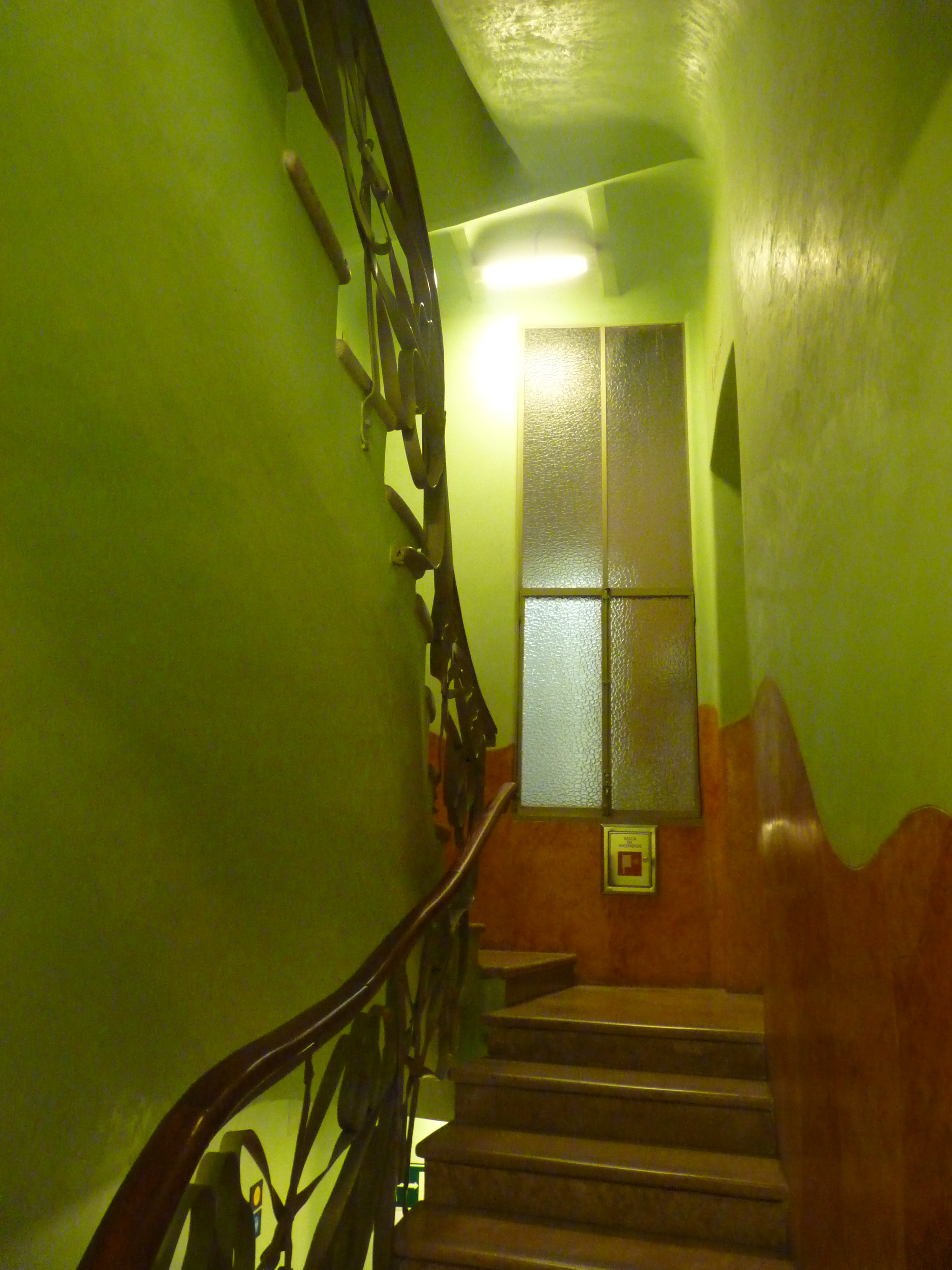
Escalier intérieur.

### Toit

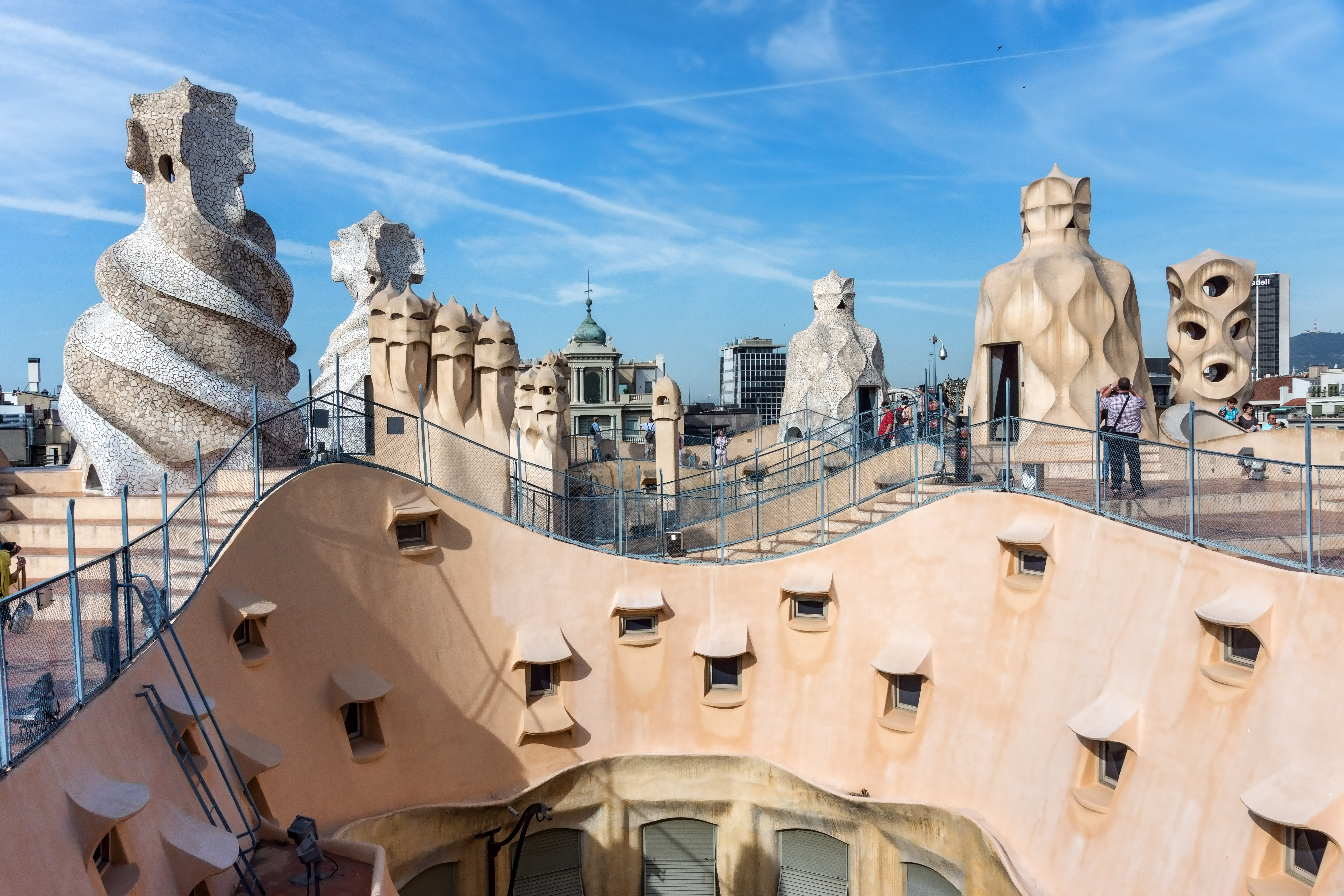
Toit de la Casa Milà.

L'édifice est couronné par un toit construit sur le grenier, où Gaudí installa les sorties d'escaliers, les cheminées et les tours de ventilation. Par leurs formes originales et leur dessin innovant, elles créent un authentique jardin de sculptures à l'air libre. La terrasse est composée de sections aux volumes et aux niveaux différents. Ces dénivelés sont la conséquence des changements de hauteurs des arcs paraboliques du grenier qui génèrent une terrasse aux formes sinueuses, reliés par de petites marches d'escalier qui créent des espaces séparés. Répondant aux deux mots clés de l'architecte, ces espaces sont « fonctionnels » et « esthétiques », peuplés d'éléments verticaux au dessin fantastique, à la fois singuliers et originaux. Ce paysage étrange connut une multitude d'interprétations de la part d'écrivains, d'historiens et de critiques d'art. George Collins le qualifia de « pays des merveilles »,.
Le toit compte trente cheminées, deux tours de ventilation et six sorties d'escaliers, de formes variées. Les sorties d'escaliers partent du grenier au travers de corps cylindriques qui abritent des escaliers en colimaçon et se terminent en petites tours de forme conique d'environ 7,80 m de haut sur le toit. Construites en brique fabriquée au mortier et à la chaux, les quatre sorties d'escalier qui donnent sur la rue ont un revêtement de trencadis, une mosaïque à base de bris de céramiques, très utilisée par le modernisme catalan et que Gaudí avait déjà employée par exemple pour les bancs du parc Güell. Les deux sorties d'escalier qui donnent vers l'intérieur ont un revêtement en stuc ocre. Les deux les plus visibles depuis la rue, celles du chanfrein, présentent sur leur tronc une ondulation de forme hélicoïdale, au contraire des autres qui ont un corps en forme de cloche. Pour finir, toutes les sorties d'escaliers sont surmontées de la croix à quatre bras de Gaudí, même si chaque tour a un dessin différent.

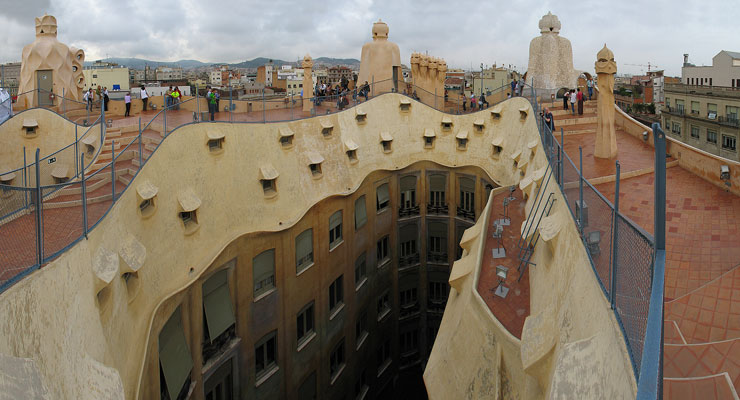
Cour intérieure de l'édifice vue depuis le toit.

Les tours de ventilation sont positionnées sur la façade qui donne vers l'intérieur de la maison, ce sont les extrémités des conduits de ventilation qui partent du sous-sol. Elles sont en brique liée avec du mortier jaune, et présentent différents dessins ; l'une mesure 5,40 m de haut, possède une forme hexagonale ressemblant à un couvercle en verre, et est perforée par deux trous de forme ovale ; l'autre, de 5,60 m, a une forme originale d'ondulations organiques, avec plusieurs masques se chevauchant et est composée de rubans de Möbius avec des trous centraux. Les formes abstraites de ces tours ont longtemps été considérées comme les précurseurs de la sculpture abstraite du XXe siècle. Salvador Dalí était un grand admirateur de ces tours, auprès desquelles il se fit photographier en 1951.
Enfin, les cheminées sont les éléments les plus singuliers et les plus renommés ; elles ont engendré toutes sortes d'hypothèses sur leur origine et leur symbolisme. Trente cheminées sont disposées sur le toit, en groupes, ou individuellement, et sont réparties tout au long de la terrasse. Elles présentent un corps de forme hélicoïdale et sont surmontées d'une petite coupole qui, dans la majorité des cas, a une forme semblable à un casque corinthien, même si certaines ont un dessin différent, comme celles qui ressemblent au sommet d'un arbre, élaborées avec des bouchons de liège verts. En outre, Gaudí orna certaines cheminées d'un cœur qui pointe vers Reus, sa ville natale, tandis qu'à l'opposé, il mit un cœur brisé qui pointe vers la Sagrada Família, ce qui conduisit certains experts à y voir un signe de tristesse de ne pas pouvoir terminer la basilique. D'autres cheminées présentent des croix, des lettres « X » et divers signes de l'énigmatique univers symbolique de Gaudí.

## Héritage artistique

### Interprétation symbolique
Le philosophe et écrivain Josep Maria Carandell i Robusté propose dans son ouvrage La Pedrera une interprétation symbolique du toit de la Casa Milà basée sur des concepts religieux, cosmogoniques et littéraires. Selon cet auteur, le toit serait un auto sacramental (une œuvre dramatique célébrant la Fête-Dieu), une mise en scène de l’origine de la vie et de la famille, sublimée par la révélation divine. Selon cette hypothèse, le caractère théâtral de la terrasse proviendrait de deux œuvres dramatiques, La vie est un songe de Pedro Calderón de la Barca, comme dans le vestibule de l'édifice, ainsi que Hamlet de Shakespeare, tandis que l'aspect changeant et sinueux du toit s'inspirerait des Métamorphoses d'Ovide. En Catalogne, la présence dans les processions de géants et de grosses têtes (ainsi que de figures animales comme des dragons et des serpents) est traditionnelle, et Gaudí aurait repris cette idée pour le toit de la Pedrera. Ainsi, les sorties d'escaliers seraient géantes, chacune assumant un rôle dans l’auto sacramental : les principaux personnages, situés sur le chanfrein, en forme de dragons enroulés sur eux-mêmes, seraient les parents ; il y aurait la Mère à droite, qui est à la fois la mère nature, la mère de famille, la personnification de la Vierge Marie et allégoriquement, de la Vie, tandis qu'à gauche il y aurait le Père, Dieu le Créateur et allégorie du Pouvoir ; les autres seraient les enfants, en deux paires, symbolisés par des fenêtres triangulaires placées aux pieds des parents, les hommes au-dessus, et les femmes en dessous. Celui du côté du Passeig de Gràcia serait le « guerrier enfant », bon et héroïque, qui correspond à Saint-Michel, Saint-Georges ou Sigismond, le protagoniste de La vie est un songe, alors que Jésus serait en fin de compte et, allégoriquement, la Sagesse. Celui qui donne sur la cour des voisins serait le « fils sceptique », témoin trouvé nu, qui correspondrait à Hamlet, hésitant et le caractère irrésolu ; son équivalent, également déshabillé, serait la « fille folle », ce qui correspondrait à Ophélie de la pièce de Shakespeare ou Rosa dans celle de Calderon. Celle de la rue de Provence serait la « fille sensible », dont les vertus supposent une étoile, la princesse de La vie est un songe, telle une allégorie de l'amour et du Saint-Esprit, comme en témoignent par leur forme trois colombes entrelacées. Enfin, Carandell identifie les deux tours de ventilation comme le roi et la reine, le premier représenté par un masque, ce qui correspondrait au Claudius de Shakespeare ou au Basilio de Calderón, et la seconde représentée par une coupe, symbolisant Gertrude, la reine adultère et mère de Hamlet, personnification de la convoitise.

### Style
La Casa Milà, par son originalité, sa singularité structurale et conceptuelle, mélangeant tant les éléments architecturaux qu'ornementaux, est difficilement classable dans un style artistique déterminé. L'attribution au modernisme est essentiellement générique, étant donné la relation étroite de Gaudí avec ce mouvement ; attribution admissible en raison du contexte social et culturel de l'époque. Cependant, stylistiquement, la Casa Milà serait proche d'un certain naturalisme organique, si bien que pour certains chercheurs elle s'apparente à de l'expressionnisme. Ces deux mouvements esthétiques apparemment incompatibles peuvent être exploités par l'artiste dans une seule œuvre. Selon Rojo Albarran, « la Pedrera possède une caractéristique en quelque sorte géologique, mais perturbée ».

### Source d'inspiration
La forme des cheminées fut souvent reproduite lors d'hommages à Gaudí, comme sur les soldats romains du groupe de Sainte Véronique, sur la façade de la Passion de la Sagrada Familia, réalisés par le sculpteur Josep Maria Subirachs. Le cinéaste George Lucas s'est inspiré des œuvres de Gaudí pour les casques des soldats impériaux et de Dark Vador dans la saga Star Wars. En outre, ces éléments iconographiques furent choisis pour élaborer les statuettes des prix Gaudí, récompense décernée chaque année par l'Académie du cinéma catalan.

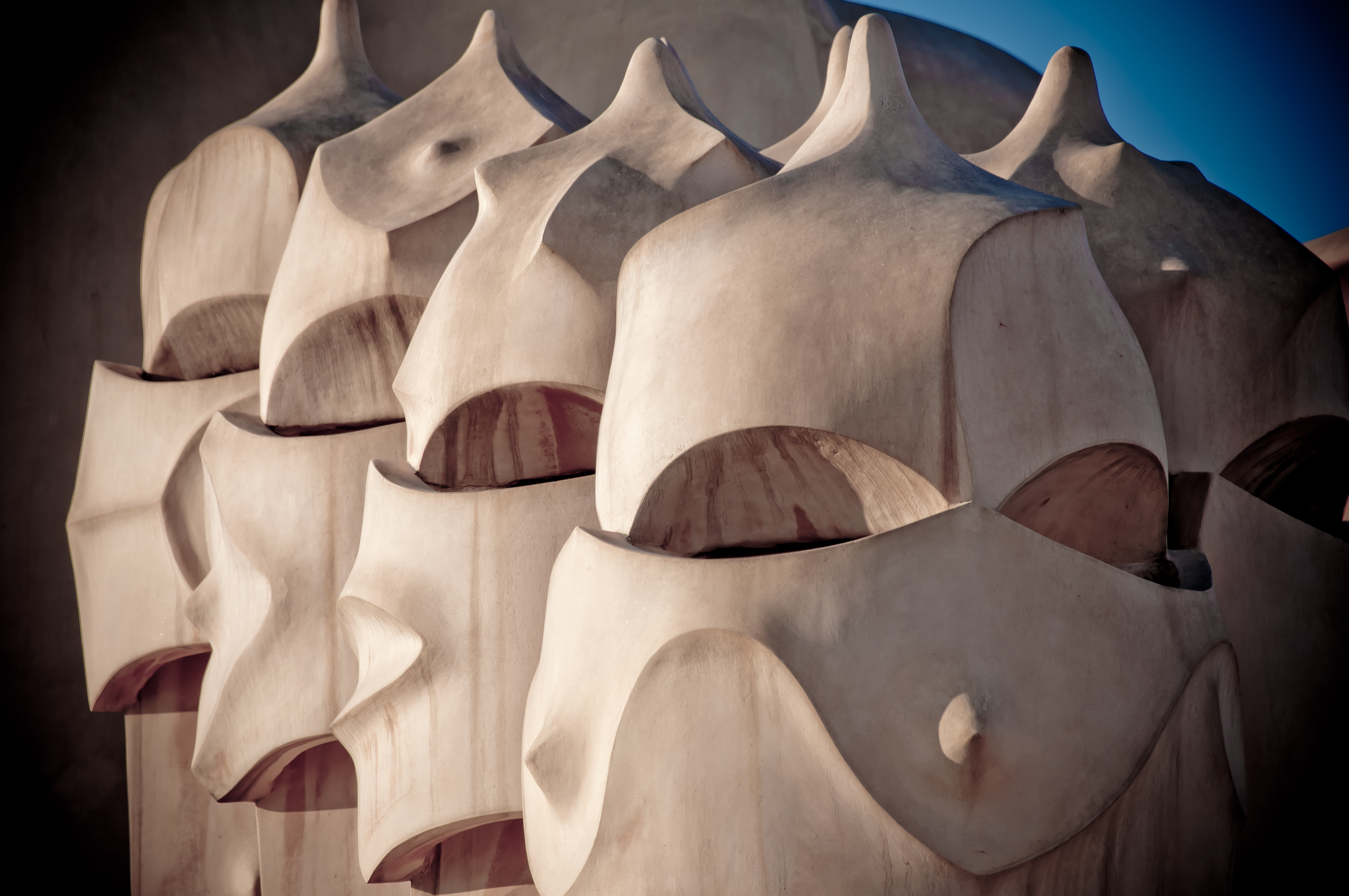
Détails des cheminées, faisant penser aux casques corinthiens des hoplites de l'Antiquité.
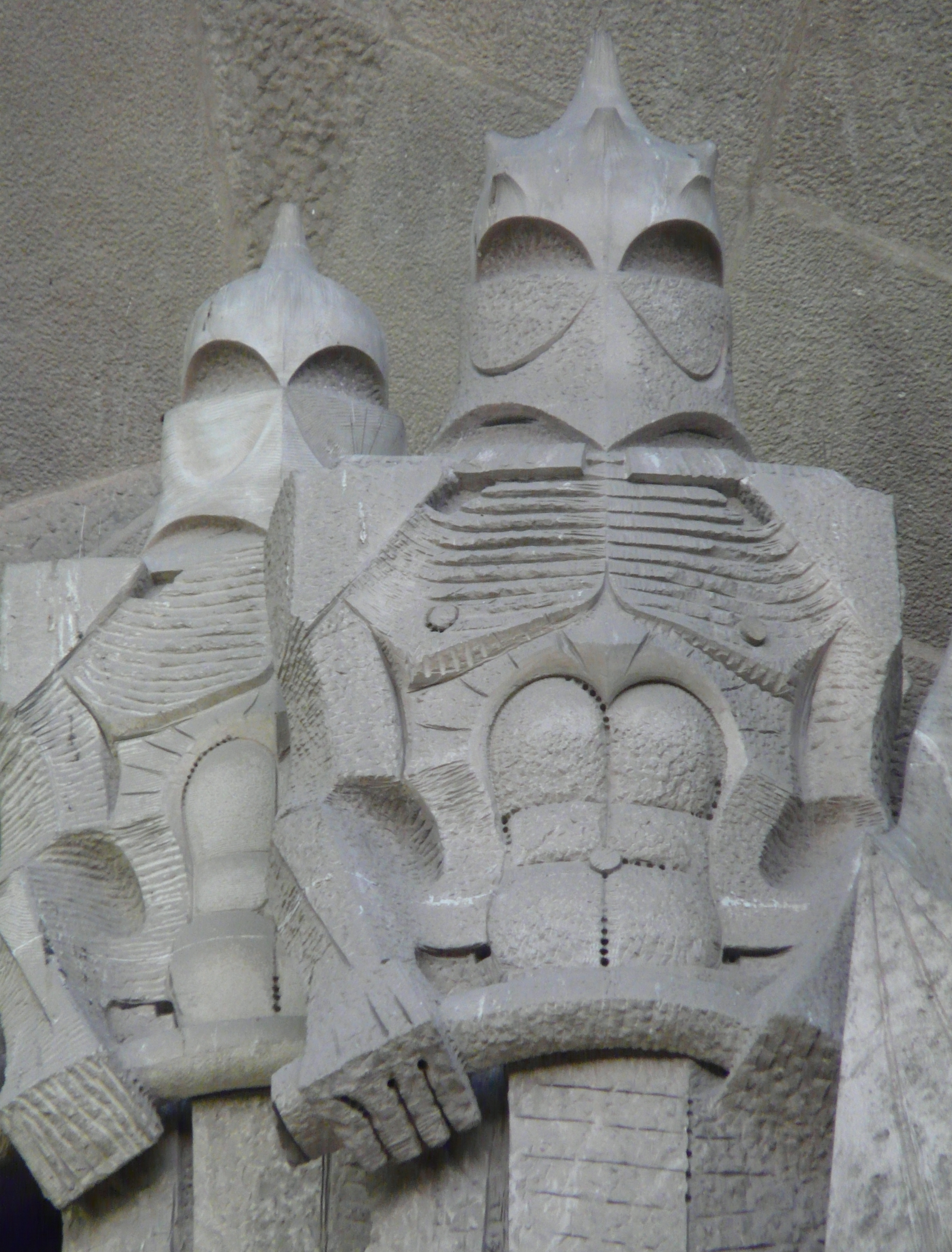
Soldats romains réalisés par Josep Maria Subirachs à la Sagrada Família.
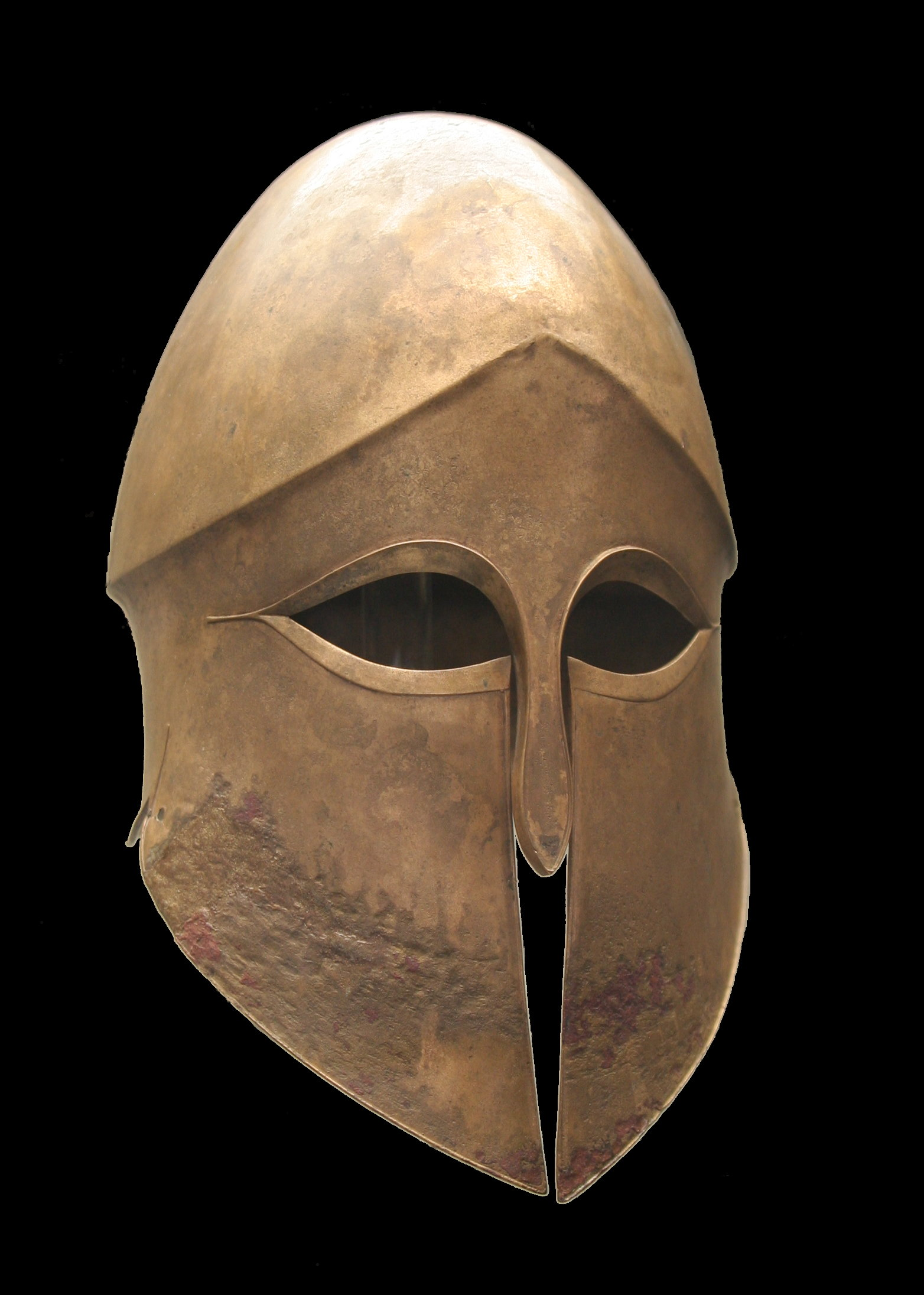
Un casque corinthien, dont la forme a inspiré Gaudí.
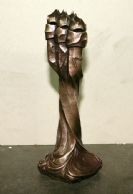
Le prix Gaudí du cinéma.

## Critiques et polémiques
L'édifice ne respectait aucune norme du style conventionnel et en fut très critiqué.
Son surnom, La Pedrera (en catalan, « la carrière ») lui fut donné par les citadins pour moquer ce « tas de pierres blanches ». Les revues satiriques étaient le principal espace de diffusion des critiques : Joan Junceda la présentait en plaisantant comme un gâteau, une « mona de Pascua », Ismael Smith insinuait qu'elle avait souffert d'un tremblement de terre comme à Messine, Picarol l'assimilait à un imaginaire Valhalla wagnérien ou à une défense contre la guerre du Maroc ou encore à un hangar pour dirigeables. Dans son journal, Joaquim Renart fit une plaisanterie sur la difficulté de mettre des tentures sur les balcons en fer forgé. Une anecdote, bien qu'apocryphe, raconte qu'alors que Georges Clemenceau était en visite à Barcelone pour donner une conférence, il s'enfuit sans même prononcer son discours en voyant la Casa Milà, terrifié de constater que les gens pussent vivre dans un tel bâtiment.
Cependant, il y eut aussi d'ardents défenseurs de la Casa Milà, parmi lesquels Salvador Dalí. Il écrivit dans la revue Minotaure en 1933 un article intitulé De la beauté terrifiante et comestible de l'architecture moderniste. Par la suite, elle fut saluée par des personnalités du monde des arts et de l'architecture comme Le Corbusier, Nikolaus Pevsner, George Collins, Roberto Pane ou Alexandre Cirici i Pellicer.

## Visite
La visite ouverte au public permet d'accéder aux cours intérieures, au toit-terrasse, à l'espace Gaudi situé dans les combles, qui présente la vie et l'œuvre de l'architecte, ainsi qu'à un appartement montrant un intérieur caractéristique du cadre de vie de la bourgeoisie barcelonaise dans les premières décennies du XXe siècle. L'équipement comprend un espace d'expositions temporaires, un auditorium, une boutique-librairie et une cafétéria.